# Templo egípcio

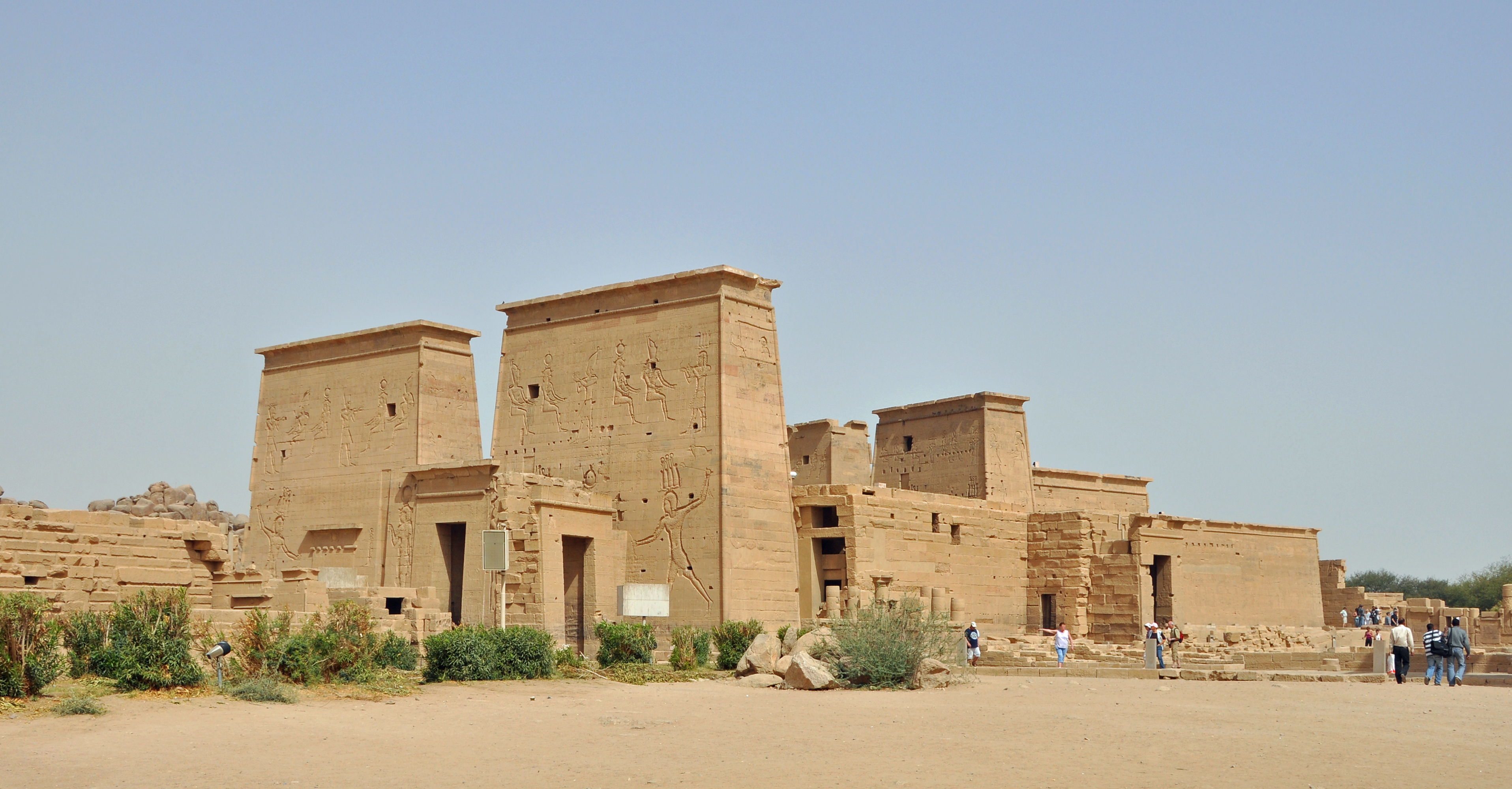
Templo de Ísis em Filas, com pilones e um pátio fechado à esquerda, e o edifício interno à direita

Os templos egípcios eram edifícios construídos para o culto oficial dos deuses e para celebrar os faraós do Antigo Egito, tanto em seu território como nas regiões sob seu domínio. Estes templos eram vistos como a casa dos deuses ou reis a que haviam sido dedicados. Como só os faraós e os sacerdotes tinham acesso a estas residências, os praticantes reuniam-se no exterior para celebrar os diversos rituais da religião egípcia, como fazer oferendas aos deuses, reencenar suas interações mitológicas através de festivais e afugentar as forças do caos. Estes rituais eram considerados necessários para que os deuses continuassem a sustentam a maat, a ordem divina do universo. Cuidar e abrigar estes deuses era uma obrigação dos faraós, que por este motivo dedicavam enormes quantias de seu tesouro à construção e manutenção destes templos. A realização dos rituais era delegada a um grupo de sacerdotes. A população não participava diretamente das cerimônias e estava proibida de entrar nas áreas sagradas dos templos.
A parte mais importante do templo era o santuário, que costumava conter uma imagem de culto, uma estátua do deus a quem o templo havia sido dedicado. As salas do lado de fora do santuário foram expandidas e ficando mais elaboradas com o tempo, e os templos egípcios evoluíram dos pequenos santuários do fim do período pré-dinástico (fim do IV milênio a.C.) até os gigantescos edifícios de pedra do Reino Novo (c. 1550–1070 a.C.). Estes edifícios estão entre os maiores e mais duradouros exemplos da arquitetura do Antigo Egito, com seus elementos dispostos e decorados de acordo com complexos padrões de simbolismo religioso. Seu projeto geralmente consistia de uma série de salões fechados, pátios abertos, e pilones colossais nas suas entradas, alinhados ao longo do caminho que era utilizado pelas procissões durante os festivais. O templo era cercado por uma muralha externa, dentro da qual estavam diversos edifícios secundários.
Os grandes templos também eram proprietários de grandes extensões de terra, e empregavam milhares de cidadãos comuns para satisfazer suas necessidades. Assim, eram também centros de grande importância econômica, e não só religiosa. Os sacerdotes que administravam estas instituições poderosas tinham uma influência considerável, e apesar de sua aparente subordinação ao rei, chegavam a representar um desafio considerável à sua autoridade.
A construção de templos no Egito continuou mesmo durante o período de declínio da nação, e sua posterior conquista pelo Império Romano. Com a chegada do cristianismo, no entanto, a religião egípcia passou a ser perseguida, e o último templo foi fechado em 550 Durante os séculos que se seguiram os edifícios sofreram grande destruição e abandono; no início do século XIX, no entanto, uma onda de interesse pelo Antigo Egito atingiu a Europa, dando origem à ciência da egiptologia e levando números cada vez maiores de visitantes aos restos desta civilização. Dezenas de templos ainda existem hoje em dia, em diferentes estados de conservação, e alguns se tornaram célebres atrações turísticas do Egito, contribuindo de maneira significativa para a economia moderna daquele país. Egiptólogos continuam a estudar as ruínas destes templos, que continuam a ser fontes de valor inestimável sobre a antiga sociedade egípcia.

## Funções

### Religiosa

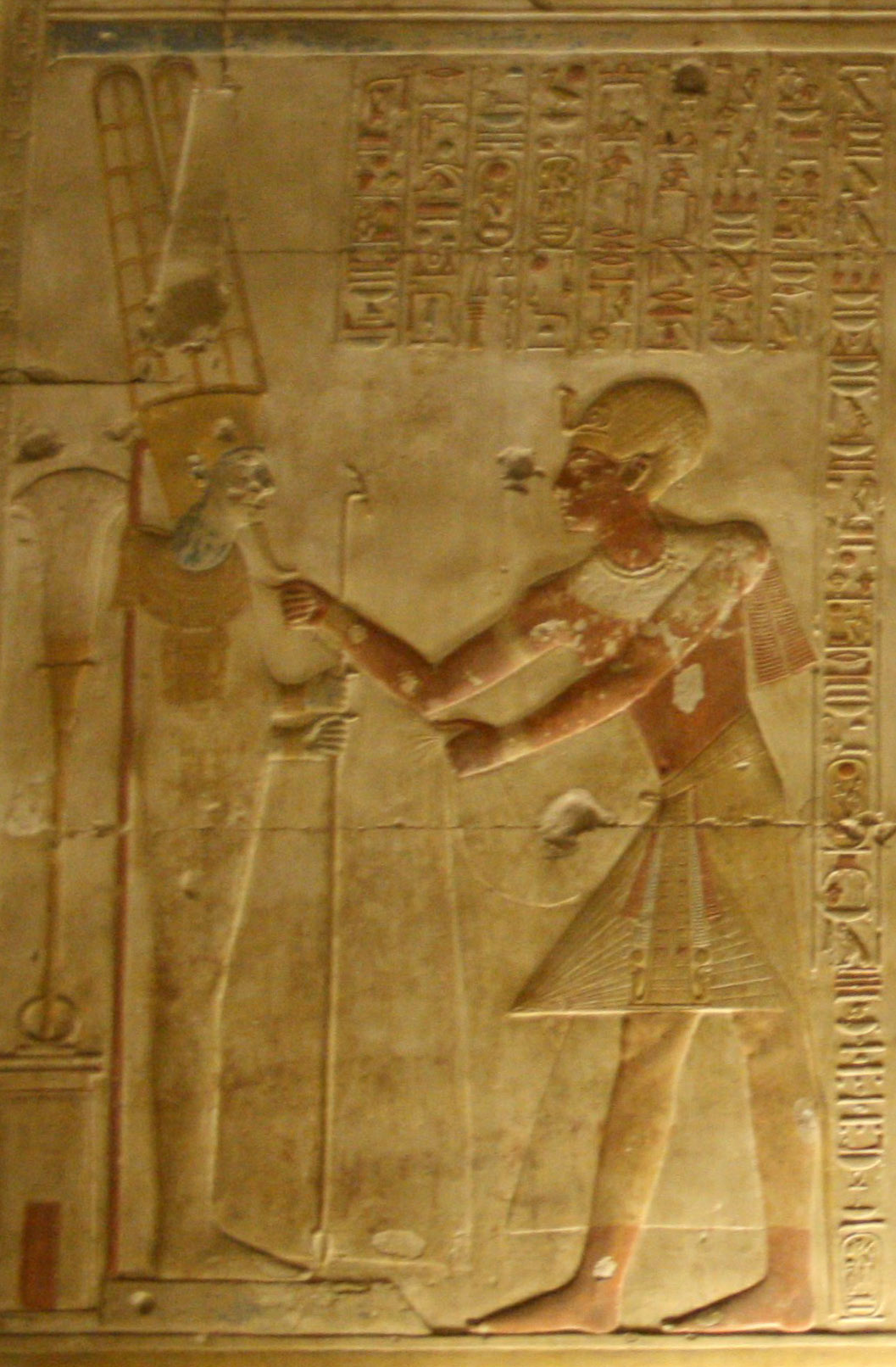
Baixo relevo de um faraó executando rituais para o deus Amon

Os templos do Antigo Egito eram locais construídos para os deuses habitarem na Terra. O termo mais utilizado pelos antigos egípcios em seu idioma para descrever o edifício do templo, ḥwt-nṯr, significa "mansão (ou recinto) de um deus". A presença do deus no templo unia os reinos humano e divino, e permitia aos humanos que interagissem com a divindade através dos rituais. Estes, acreditava-se, sustentavam o deus e permitia que ele continuasse a desempenhar seu papel apropriado na natureza. Eram, portanto, parte crucial na manutenção da maat, a ordem ideal que regia a natureza e a sociedade humana na crença egípcia. Manter a maat era o propósito principal da religião egípcia, e por consequência este também era o propósito dos seus templos.
Já que a ele próprio não era atribuído qualquer poder divino, o faraó era visto como o representante do Egito perante os deuses, e o seu mais importante protetor da maat. Teoricamente, portanto, era sua obrigação executar os rituais do templo. Embora não se saiba ao certo com que frequência os faraós participavam de fato destas cerimônias, a existência de templos por todo o Egito tornava obviamente impossível que ele o fizesse em todos os casos, e na maior parte do tempo estas funções eram delegadas para sacerdotes. O faraó, ainda assim, tinha a obrigação de manter, financiar e expandir os templos de todo o seu reino.
Embora o faraó delegasse sua autoridade, a realização dos rituais dos templos ainda era uma função oficial, restrita a sacerdotes de alto escalão. A participação da população geral na maior parte das cerimônias não apenas era desnecessária como até mesmo proibida. Muito da atividade religiosa no Antigo Egito, no entanto, ocorria em santuários privados e comunitários, separados dos templos oficiais. Na medida em que eram a ligação primordial entre o reino humano e o divino, os templos ainda gozavam de grande respeito pelos egípcios comuns.
Cada templo tinha uma divindade principal, embora a maioria também fosse dedicada a outros deuses. Nem todas as divindades, no entanto, tinham templos dedicados a ela. Muitos demônios e deuses domésticos eram invocados apenas em práticas religiosas privadas ou mágicas, com pouca ou nenhuma presença nas cerimônias oficiais. Também existiam outros deuses que tinham papéis importantes na cosmologia da religião egípcia, porém por motivos incertos não haviam sido honrados com seus próprios templos. Destes deuses que tinham seus próprios templos, muitos eram cultuados principalmente em determinadas regiões do Egito, embora muitos deuses que tinham ligações locais fortes também fossem importantes no resto do país. Até mesmo divindades cujo culto era realizado por todo o país tinham uma associação forte com as cidades nas quais se localizavam seus principais templos. Nos mitos de criação egípcios, o primeiro templo se originou como um local utilizado como abrigo por um deus (qual divindade exatamente era algo que variava de acordo com a cidade onde o mito era narrado), situado sobre o monte de terra onde se iniciou o processo da criação. Cada templo no Egito, portanto, era equivalente a este templo original, e ao local da própria criação do mundo. Como lar primordial do deus, e localização mitológica da fundação da cidade, o templo era visto como o ponto central da região, a partir da qual a divindade padroeira da cidade a governava.
Os faraós também construíram templos nos quais eram feitas oferendas para prover seus espíritos na vida após a morte, frequentemente ligados ou localizados próximos às suas sepulturas. Estes templos foram tradicionalmente chamados de templos mortuários, e vistos como essencialmente diferentes dos templos divinos. Recentemente, no entanto, alguns egiptólogos, como Gerhard Haeny, propuseram que não existiria diferença entre os dois, já que os próprios egípcios não se referiam aos dois tipos por nomes diferentes. Os rituais realizados para os mortos e aqueles realizados para os deuses tampouco eram mutuamente exclusivos; o simbolismo em torno da morte estava presente em todos os templos egípcios. O culto aos deuses estava presente, de certa maneira, em todos os templos mortuários; para o egiptólogo Stephen Quirke, "durante todos os períodos o culto real envolvia os deuses, mas da mesma maneira... todos os cultos divinos envolviam o faraó.". Ainda assim, certos templos eram claramente utilizados para celebrar reis mortos e dar oferendas a seus espíritos. Seu propósito exato não é totalmente compreendido até hoje; poderiam servir para unir o rei aos deuses, elevando-o a um status divino maior que aquele presente na realeza comum. De qualquer maneira, a dificuldade em se separar os templos mortuários dos divinos reflete o quão interligados estavam os conceitos de divindade e realeza na crença egípcia.

### Econômica e administrativa
Os templos também eram centros importantes de atividade econômica. Grandes templos precisavam de uma quantidade prodigiosa de recursos, e empregavam milhares de sacerdotes, artesãos e trabalhadores. O funcionamento econômico de um templo era análogo ao de um grande domicílio egípcio, com criados dedicados a servir ao deus do templo da mesma maneira com que serviriam ao seu mestre, fosse ele o dono de uma propriedade rural. Este semelhança se reflete no termo egípcio para designar as terras do templo e sua administração, pr, que significava "casa" ou "propriedade".
Alguns dos suprimentos do templo vinham de doações diretas feitas pelo rei. Durante o Reino Novo, quando o Egito foi uma potência imperial de fato, estas doações frequentemente vinham dos espólios das campanhas militares do faraó, ou de tributo que lhe era pago pelos países conquistados. O rei também podia cobrar diversos impostos, que serviam diretamente para a construção, provisão ou manutenção de um templo. Outras fontes de renda vinham de indivíduos privados, que ofereciam terras, escravos ou mercadorias aos templos, em troca de oferendas e serviços sacerdotais relacionados aos seus espíritos na vida após a morte.

Relevo mostrando a personificação das províncias do Egito, trazendo oferendas para o deus do templo

Boa parte do sustento econômico do templo, no entanto, vinha de seus próprios recursos, que incluíam grandes propriedades de terra tanto dentro do próprio recinto do templo quanto em outras regiões mais distantes. Muitas vezes estas terras produziam grãos, frutas e vinho, ou serviam como pasto para rebanhos. O templo podia administrar diretamente estas terras, alugá-las para fazendeiros em troca de uma fração do que ali fosse produzido, ou administrá-las em conjunto com a coroa. Os templos também eram responsáveis por organizar expedições ao deserto em busca de recursos como sal, mel ou animais de caça, e até mesmo para mineração. Alguns templos eram proprietários de navios, com os quais realizavam seu comércio por todo o Egito e até mesmo além das fronteiras do país. Para o arqueólogo americano Richard H. Wilkinson, a propriedade onde se encontrava o templo frequentemente representava "uma fatia do próprio Egito". Como centro econômico de grande importância, que empregava boa parte da população local, os recintos dos templos eram uma parte principal das cidades nas quais eles se localizavam. Por outro lado, quando um templo era fundado num local despovoado, uma nova cidade surgia a seu redor.
Todo este poder econômico acabava ficando sob o controle do faraó, e a administração real tinha a prerrogativa de ordenar a determinado templo que desviasse seus recursos para outro templo cuja influência o monarca estivesse desejando expandir. O rei podia, assim, aumentar o rendimento de um deus pelo qual ele tivesse alguma preferência, e templos mortuários de faraós mortos recentemente eram mantidos com os recursos de faraós mortos há mais tempo. O rei também podia ordenar que os templos oferecessem recursos para outros propósitos; os templos mortuários da Necrópole de Tebas, por exemplo, foram responsáveis por abastecer com suprimentos os funcionários do rei que trabalhavam nas sepulturas de Deir Elbari. A maneira mais drástica de controlar as propriedades dos templos era através de revisões completas da distribuição das propriedades templárias ao longo do país, o que acarretava até mesmo o fechamento de alguns templos. Tais mudanças podiam alterar significativamente o cenário econômico do Egito. Os templos eram, portanto, importantes instrumentos através dos quais o monarca controlava os recursos do país e o seu povo. Ainda assim, na medida em que controlavam diretamente sua própria esfera econômica, os responsáveis pela administração dos grandes templos tinham grande influência, podendo até mesmo representar um desafio à autoridade de um faraó fraco.

## Desenvolvimento

### Período inicial
Os santuários mais antigos conhecidos surgiram no Egito durante o final do período pré-dinástico, no fim do IV milênio a.C.. Estes santuários eram feitos de materiais perecíveis, como madeira, junco ou barro. Apesar da fragilidade destes edifícios primitivos, a arte egípcia posteriormente continuou a utilizá-los e adaptar alguns de seus elementos, evocando estes antigos santuários para sugerir a natureza eterna dos deuses e suas moradas.
Durante a Época Tinita (c. 3100–2686 a.C.) os primeiros faraós construíram complexos funerários no centro religioso de Abidos, seguindo um padrão geral único que consistia de um terreno cercado por um muro retangular de tijolos de barro, que também podia abrigar, mais afastado de seu centro, um pequeno morro. Não se sabe com exatidão se já neste período os templos de outras regiões do país recebiam o patrocínio real ou foram influenciadas pelo estilo do templo real. Durante o Reino Antigo, que se seguiu a Época Tinita, os monumentos funerários reais passaram por um processo de enorme expansão, enquanto a maior parte dos templos dedicados aos deuses permaneceram comparativamente pequenos, sugerindo que a religião oficial do período enfatizava mais o culto do rei divino do que a veneração direta das divindades.

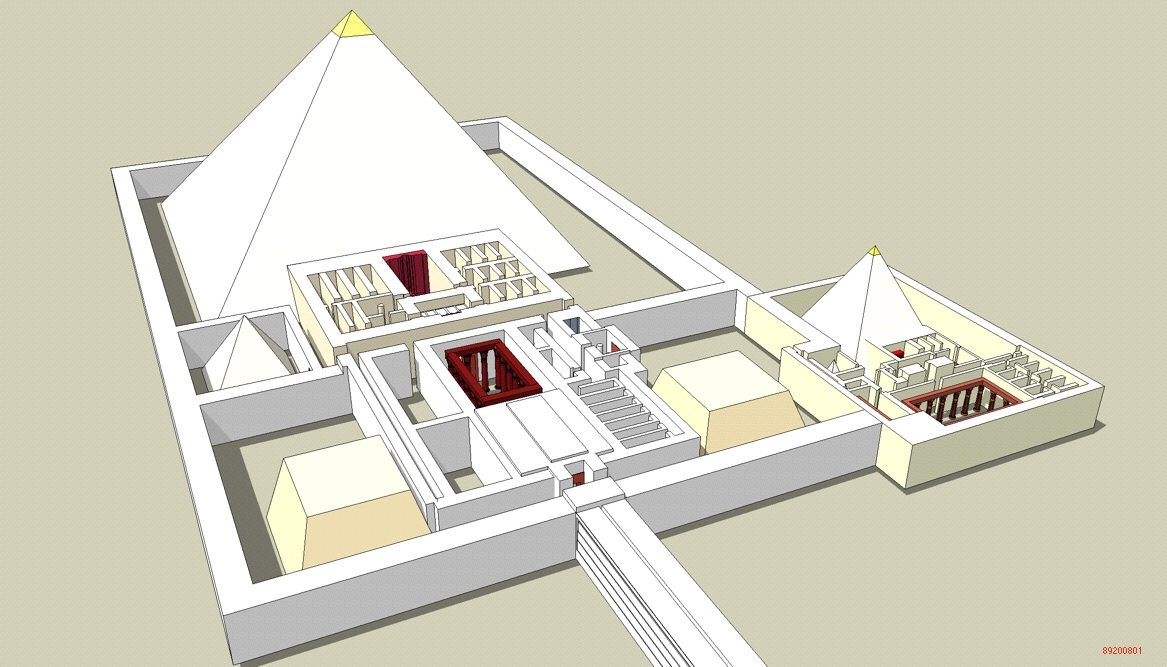
Reconstrução de um templo-pirâmide do Reino Antigo, com uma passarela que levava ao vale do templo

A expansão dos monumentos funerários teve início durante o reinado de Djoser, que construiu seu complexo inteiramente em pedra, substituindo o monte na parte interior do complexo por uma pirâmide em degraus, sob a qual foi enterrado (a Pirâmide de Djoser). Durante o resto do Reino Antigo, sepultura e templo eram unidos em elaborados complexos feitos de pedra. Nas proximidades de cada complexo de pirâmides estava uma cidade, que fornecia os suprimentos necessários para este complexo. Outras mudanças foram implementadas durante o reinado de Snefru, que construiu complexos piramidais simetricamente, ao longo de um eixo leste-oeste, nos quais o vale do templo situado às margens do Nilo estava ligado a um templo-pirâmide situado no sopé da pirâmide em si. Os sucessores diretos de Snefru seguiram este modelo, porém já no fim do período os complexos piramidais já combinavam os diferentes elementos do plano axial e do plano retangular de Djoser.
Para abastecer e suprir as necessidades destes enormes complexos piramidais, os reis fundavam novas cidades e fazendas em terras despovoadas por todo o país. O fluxo de mercadorias provenientes destas terras para o governo central e seus templos ajudava a unificar o reino. À medida, no entanto, que os templos e seus sacerdotes se tornaram mais influentes, economicamente, tornaram-se praticamente independentes do controle real, o que enfraqueceu o governo central e contribuiu para o colapso do Reino Antigo.
Os governantes do Reino Médio (c. 2055–1650 a.C.), que reunificaram o país após este colapso, continuaram a construir pirâmides e os complexos costumeiramente associados a elas. Os raros restos ainda existentes dos templos do período mostram que os projetos dos templos estavam se tornando mais simétricos, e que os templos dedicados aos deuses cada vez mais eram construídos em pedra. O modelo de um santuário situado atrás de um salão cercado por pilares aparece com frequência nos templos do período, e por vezes os dois elementos são antecedidos por pátios abertos, antecedendo o modelo padrão dos templos de períodos posteriores.

### Reino Novo

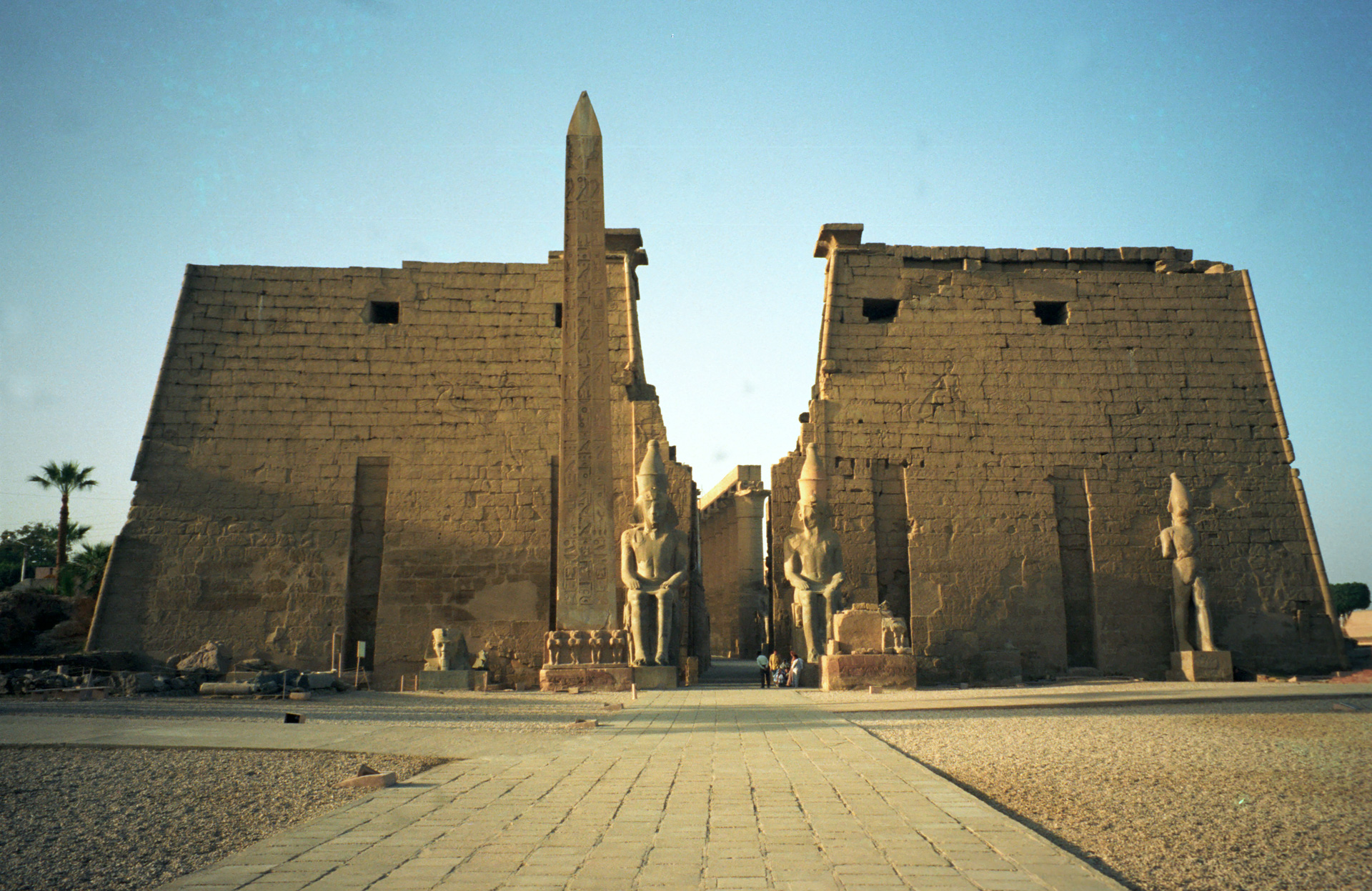
Pilone de entrada do Templo de Luxor, um dos principais templos do Reino Novo.

Mais poderoso e rico durante o Reino Novo (c. 1550–1070 a.C.), o Egito dedicou ainda mais recursos a seus templos, que cresceram e se tornaram ainda mais elaborados. Os cargos sacerdotais mais elevados tornaram-se permanentes, deixando de ser posições rotativas, e passaram novamente a controlar grande parte da riqueza do país. É possível que, à medida que a influência dos templos se expandiu, as celebrações religiosas que antes eram inteiramente públicas foram absorvidas pelos rituais dos festivais dos templos, cada vez mais importantes. O deus mais importante do período era Amon, cujo principal centro de culto, o Recinto de Amon-Rá, em Carnaque, na cidade de Tebas, eventualmente se tornou o maior de todos os templos, cujo sacerdote exercia considerável influência política.
Diversos templos eram construídos agora inteiramente em pedra, e seu modelo geral tornou-se fixo, com o santuário, salas, pátios e pilones orientados ao longo do caminho que era utilizado nas procissões dos festivais. Os faraós do Reino Novo deixaram de usar pirâmides como monumentos funerários e situavam suas sepulturas a uma grande distância dos seus templos mortuários. Sem as pirâmides, este tipo de templo passou a utilizar o mesmo modelo dos templos que eram dedicados aos deuses.
No meio do Reino Novo o faraó Aquenáton elevou o deus Áton acima de todos os outros, abolindo posteriormente o culto oficial da maior parte dos deuses. Os templos tradicionais foram abandonados, enquanto os novos templos de Áton, totalmente diferentes tanto em termos de projeto quanto em sua construção, eram construídos. A revolução de Aquenáton foi revertida, no entanto, logo após a sua morte, e os cultos tradicionais foram restaurados, enquanto os novos templos foram demolidos. Os faraós seguintes dedicaram ainda mais recursos aos templos, em especial Ramessés II, o mais prolífico construtor de monumentos da história egípcia. À medida que a riqueza dos sacerdotes continuava a crescer, também aumentava sua influência religiosa; os oráculos dos templos, controlados pelos sacerdotes, eram um método cada vez mais popular de se tomar decisões. O poder faraônico declinou, e durante o século XI a.C. os sumo-sacerdotes de Amon tomaram controle de todo o Alto Egito, dando início à fragmentação político do Terceiro Período Intermediário (c. 1069–664 a.C.).
Com a fragmentação do Reino Novo, a construção de templos mortuários foi interrompida e nunca mais foi retomada. Alguns governantes do Terceiro Período Intermediário, no entanto, foram sepultados dentro dos recintos de templos dedicados aos deuses, dando sequência à ligação estreita existente entre templo e sepultura.

### Períodos posteriores
Durante o Época Baixa (664  323 a.C.) o Estado egípcio, enfraquecido, foi conquistado por diversas potências estrangeiras, passando apenas por ocasionais períodos de independência. Muitos destes governantes estrangeiros construíram e expandiram templos visando fortalecer sua soberania sobre o reino do Egito. Em meio à confusão do período as fortunas de diversos templos e membros do clero mudaram de mãos; a independência dos sacerdotes de Amon foi interrompida, porém no geral o poder dos sacerdotes continuou a ser grande. Dentre estes conquistadores estrangeiros os núbios, que governaram o Egito do século VIII ao VII a.C., adotaram a arquitetura egípcia para utilizar em seu próprio país, dando início a uma longa e sofisticada tradição de construção de templos na Núbia.

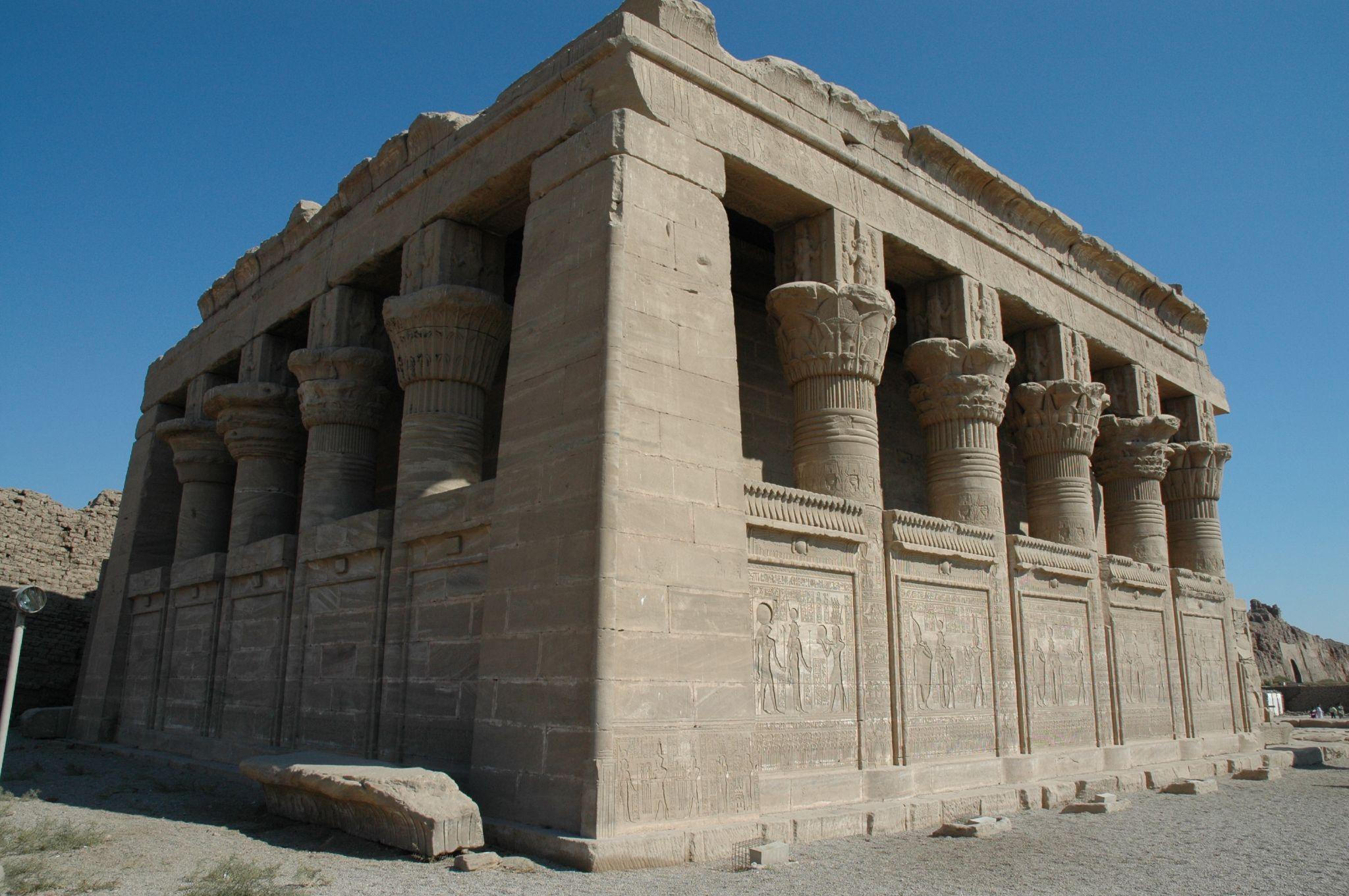
Mammisi do período romano no Templo de Dendera

Apesar da conturbação política, os templos egípcios continuaram a evoluir sem absorver esta influência externa. Enquanto a construção de templos nos períodos antigos tinha como foco principalmente os deuses do sexo masculino, durante este período divindades femininas e outras que eram descritas como crianças passaram a se tornar cada vez mais proeminentes. Os templos passaram a ter como foco atividades religiosas mais populares, como oráculos, cultos a animais, e orações. Novas formas arquitetônicas continuaram a ser desenvolvidas, tais como quiosques cobertos diante dos portões, estilos mais elaborados em colunas, e o mammisi, um edifício que celebrava o nascimento mítico de um deus. Embora as características do estilo tardio dos templos tenham sido desenvolvidas pelo último período da história do Egito em que o país foi governado por egípcios nativos, a maior parte dos exemplos datam da era dos Ptolemeus, reis gregos que governaram, como faraós, por quase 300 anos.
Após a conquista do reino ptolemaico do Egito pelos romanos, em 30 a.C., os imperadores romanos assumiram a posição de soberano e padroeiro dos templos. A construção de templos continuou até o século II, porém à medida que o Império Romano enfraqueceu as doações dos imperadores aos cultos dos templos cessaram. As atividades religiosas, no entanto, continuaram a ser realizadas, custeadas principalmente por auxílio financeiro e trabalho voluntário das comunidades que habitavam em seu redor. Nos séculos IV e V, no entanto, os imperadores cristãos decretaram o fechamento de templos pagãos por todo o império, e os cristãos locais lutaram para erradicar o culto dos deuses tradicionais. Em 550, Filas, o último templo em funcionamento no Egito, foi fechado.

## Construção

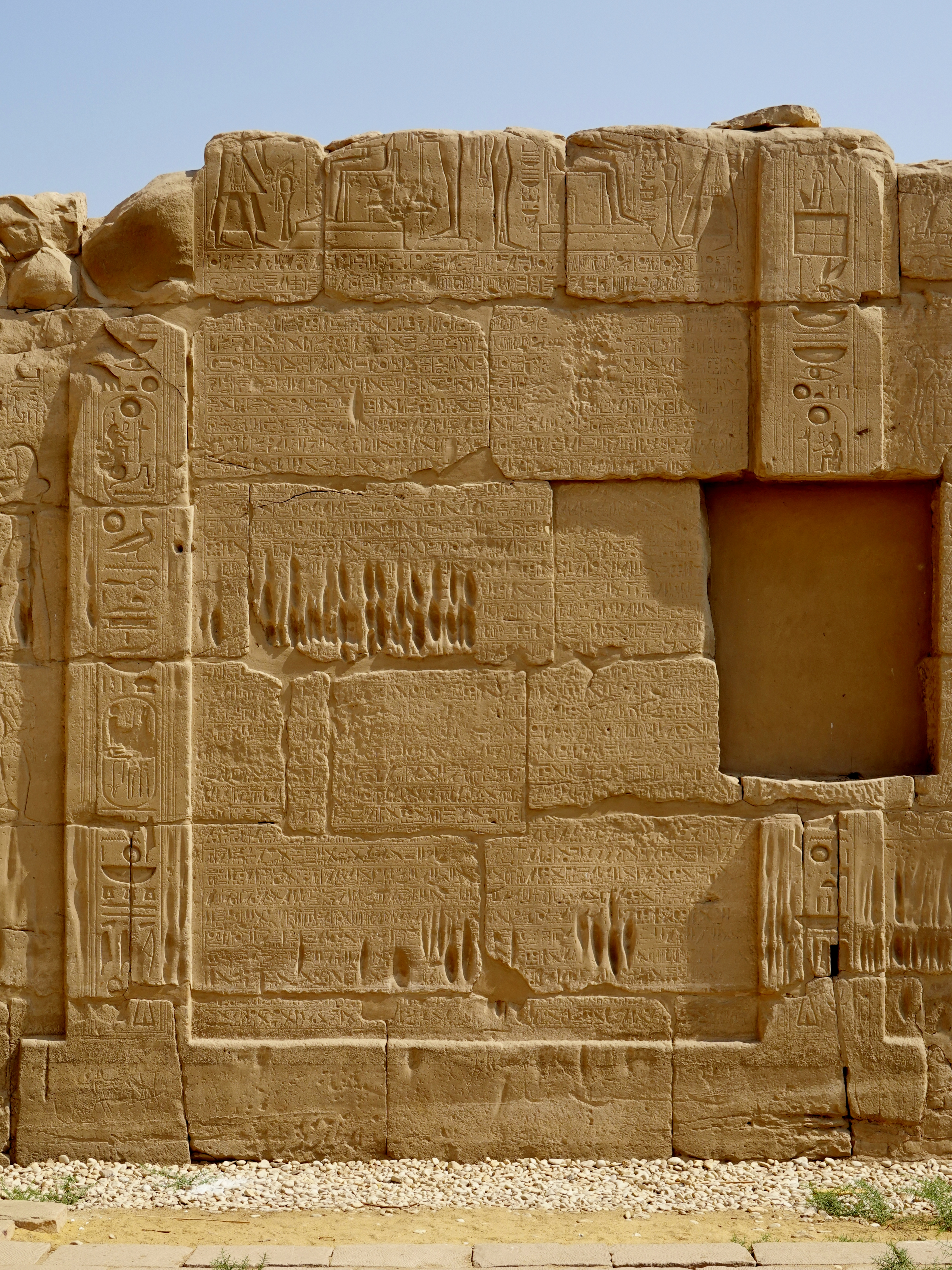
Inscrições em pedra na parede de um templo egípcio

Foram construídos templos por todo o Alto e Baixo Egito, bem como nos oásis do Deserto da Líbia que eram controlados pelos egípcios, bem como seus entrepostos na Península do Sinai. Durante os períodos em que o Egito dominou a Núbia seus monarcas também construíram templos naquele território, chegando até Jebel Barcal, no sul. A maior parte das cidades egípcias tinha um templo, porém em alguns casos, como os templos mortuários ou os templos na Núbia, estes templos foram construídos inicialmente sobre uma terra até então desabitada. A localização exata de um templo era escolhida muitas vezes por considerações religiosas; poderia, por exemplo, ser o local de nascimento ou sepultamento mítico de um deus. O eixo do templo também poderia ser projetado para se alinhar a locais de importância religiosa, como um templo vizinho, o sol nascente ou a posição de alguma estrela específica. O Grande Templo de Abul-Simbel, por exemplo, foi construído de tal maneira que por duas vezes no ano o sol nascente ilumina as estátuas dos deuses em sua sala mais interna. A maior parte dos templos, no entanto, estava alinhada em direção ao Nilo, com um eixo que ia aproximadamente de leste para oeste.
Uma série elaborada de rituais de fundação antecediam a construção do templo. Um outro grupo de rituais seguia-se à sua finalização, como a consagração do edifício ao seu deus padroeiro. Estas cerimônias eram realizadas - pelo menos teoricamente - pelo rei, como parte de suas funções religiosas; no credo egípcio todas as construções de templos eram, simbolicamente, obras suas. Na realidade, no entanto, era obra de centenas de seus súditos, recrutados no sistema estatal de corveia. Utilizando-se principalmente de ferramentas de pedra e madeira, construíram as colossais estruturas dos templos, em processos de construção que duraram anos ou até mesmo décadas.
A utilização da pedra nos templos egípcios enfatizava seu propósito, na condição de residências eternas dos deuses, e separava-os dos outros edifícios, pertencentes aos mortais, que eram construídos com tijolos de barro. Os primeiros templos, no entanto, também eram construídos de tijolos e outros materiais perecíveis, e a maior parte dos edifícios adjacentes aos templos porém situados no interior de seus recintos continuaram sendo feitos de tijolos ao longo de toda a história egípcia. As principais rochas usadas na construção dos templos eram o calcário e o arenito, comuns no Egito; rochas mais raras e difíceis de serem encontradas e esculpidas, como o granito, eram usadas em quantidades menores, para elementos individuais, como obeliscos. A rocha usada para construir um templo poderia ser extraída dos seus arredores ou transportados pelo Nilo das pedreiras do resto do país.
As estruturas dos templos eram construídas sobre fundações de lajes de pedra depositadas em valas que eram cobertas por terra. Paredes e outras estruturas eram construídas com grandes blocos, de diversos tamanhos. Os blocos eram dispostos em fileiras, geralmente sem argamassa. Cada pedra era esculpida de modo a encaixar com as adjacentes, produzindo blocos cubóides cujas formas irregulares se encaixavam. As paredes interiores eram construídas com menos esmero, utilizando pedras mais irregulares e de pior qualidade. Para erguer estruturas acima do nível do solo, os trabalhadores utilizavam-se de gigantescas rampas. Ao escavar câmaras em rochas naturais, os trabalhadores egípcios iniciavam o processo de cima para baixo, abrindo um buraco estreito próximo ao topo e cavando até o solo. Com a estrutura do templo completa, as faces irregulares das rochas eram polidas para se criar uma superfície lisa. Para decorar estas superfícies eram entalhados relevos diretamente sobre a rocha ou, se esta fosse de má qualidade, uma camada de gesso que cobria a sua superfície. Os relevos eram então decorados com pinturas, incrustações ou dourações. As tintas usadas geralmente eram misturas de pigmentos minerais com algum tipo de substância adesiva, possivelmente goma natural.
A construção de templos não terminava depois que o projeto original estava completo; os faraós frequentemente reconstruíam ou substituíam estruturas danificados do templo ou erguiam novas estruturas ao lado das que já existiam. No decorrer destes acréscimos, frequentemente antigos edifícios de templos eram destruídos para que seu material fosse usado no interior das novas estruturas. Em algumas raras ocasiões isto parece ter acontecido porque as antigas estruturas ou os responsáveis por sua construção passaram a ser execrados, como ocorreu com os templos de Aquenáton, porém na maior parte das vezes o motivo parece ter sido meramente o da conveniência. Estas expansões e demolições podiam distorcer consideravelmente o projeto original do templo, como se deu com o enorme Recinto de Amon-Rá, em Carnaque, que passou a apresentar dois eixos que se cruzavam e diversos templos satélite.

## Projeto e decoração

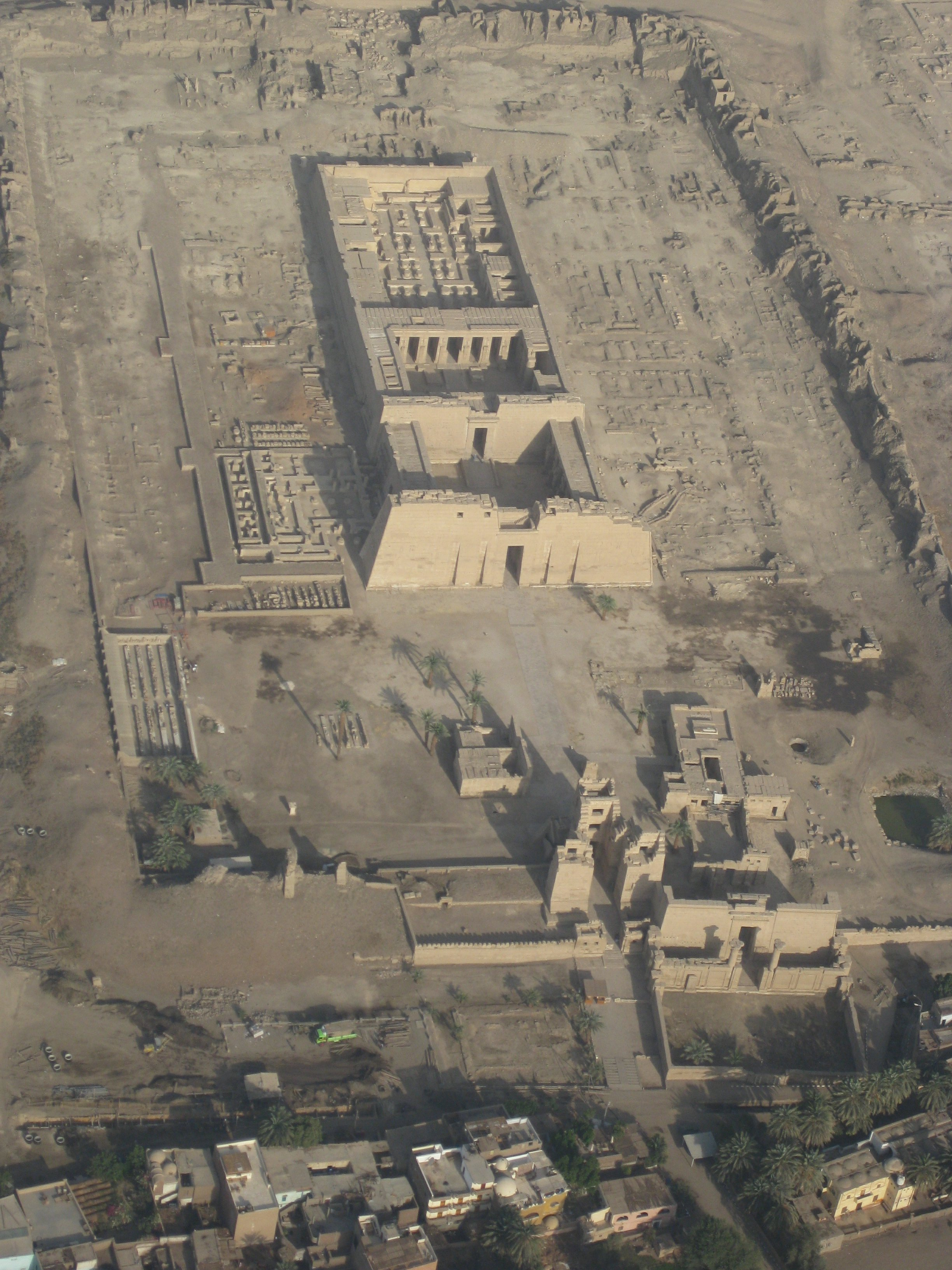
Templo de Ramessés III em Medinet Habu, cercado pelas ruínas dos edifícios que o cercavam

Como em toda a arquitetura do Antigo Egito, os projetos dos templos egípcios enfatizavam a ordem, simetria e monumentalidade, combinando formas geométricas com motivos orgânicos estilizados. Elementos dos desenhos dos templos também aludiam à forma dos primeiros edifícios egípcios. Cornijas do tipo cavetto, no topo das paredes, por exemplo, visavam imitar as fileiras de folhas de palmeira colocadas sobre as paredes antigas, e a inclinação das paredes externas, embora tivesse parcialmente como função equilibrar a estrutura, também era uma característica mantida dos métodos arcaicos de construção. Os projetos gerais dos templos estavam centrados em torno de um eixo, levemente inclinado, que levava do santuário à entrada do templo. No padrão já totalmente desenvolvido utilizado pelos arquitetos do Reino Novo (e posteriormente), o caminho utilizado para as procissões dos festivais - uma ampla avenida ornada por colossais portões - servia como eixo central. O caminho tinha como intenção primordial ser usado pela divindade do templo quando ele saía do santuário; os frequentadores do templo quase sempre usavam portas laterais menores para entrar e sair dele. As partes típicos de um templo, como salas hipostilas, repletas de colunas, os peristilos abertos e os gigantescos pilones na entrada, estavam dispostos ao longo deste caminho seguindo uma ordem tradicional, porém flexível. Além do edifício do templo em si, as muralhas do complexo abrigavam diversos outros edifícios.
O desenho do templo podia variar consideravelmente, inclusive além do efeito distorcedor dos edifícios adicionais. Diversos templos foram esculpidos diretamente na rocha natural, como o de Abul-Simbel, ou tinham câmaras internas, com pilones e pátios de alvenaria, que haviam sido escavadas diretamente na rocha, como o de Uádi Sebua. Tinham basicamente o mesmo layout dos outros templos, porém seus aposentos internos eram câmaras que haviam sido escavadas e não erguidas. Em alguns templos, como os templos mortuários de Deir Elbari, o caminho processionário subia por uma série de terraços, em vez de se situar sobre um único plano. O estilo de templos mais idiossincrático foi o dos templos de Áton construídos por Aquenáton, nos quais o eixo passava por uma série de pátios totalmente abertos, repletos de altares.
O padrão tradicional usado nas construções era altamente simbólico, uma variante enormemente elaborada do projeto básico de uma casa egípcia, refletindo seu papel de casa do deus. Mais que isso, o templo representava um pedaço do reino divino na terra. O santuário elevado e fechado equivalia ao monte sagrado sobre o qual o mundo foi criado, na mitologia egípcia, e com a câmara funerária de uma sepultura, na qual o ba, ou espírito, da divindade ia para habitar sua imagem de culto, da mesma maneira que o ba de um humano habitava a sua múmia. Este local crucial era tido pelos egípcios como isolado do impuro mundo externo. Assim, à medida que uma pessoa se dirigia ao santuário a quantidade de luz exterior diminuía, e as restrições sobre quem podia entrar aumentavam. Ainda assim, o templo podia também representar o mundo em si; o caminho percorrido pelas procissões, assim, simbolizaria o caminho do sol através do céu, e o santuário seria o Duat, residência dos deuses e de outros seres sobrenaturais, onde o sol se punha e renascia durante a noite. Já o espaço exterior ao templo era equiparado com as águas do caos, que se encontravam fora do mundo, enquanto o templo representava a ordem do universo e o local onde esta ordem seria renovada continuamente.

### Câmaras internas
As câmaras e aposentos internos do templo situavam-se em torno do santuário da divindade primordial daquele templo, que costumava se localizar ao longo do eixo próximo aos fundos do edifício, e, em templos piramidais, diretamente justaposto à base da pirâmide. O santuário era o foco do ritual do templo, o local onde a presença divina se manifestava com maior intensidade. A forma na qual ela se manifestava variava; nos templos de Áton e outros santuários solares tradicionais, o objeto do ritual era o próprio sol, cultuado num pátio a céu aberto.
Em muitos templos mortuários as áreas internas continham estátuas do faraó morto, ou uma porta falsa por onde acreditava-se que seu ba aparecia para receber oferendas.

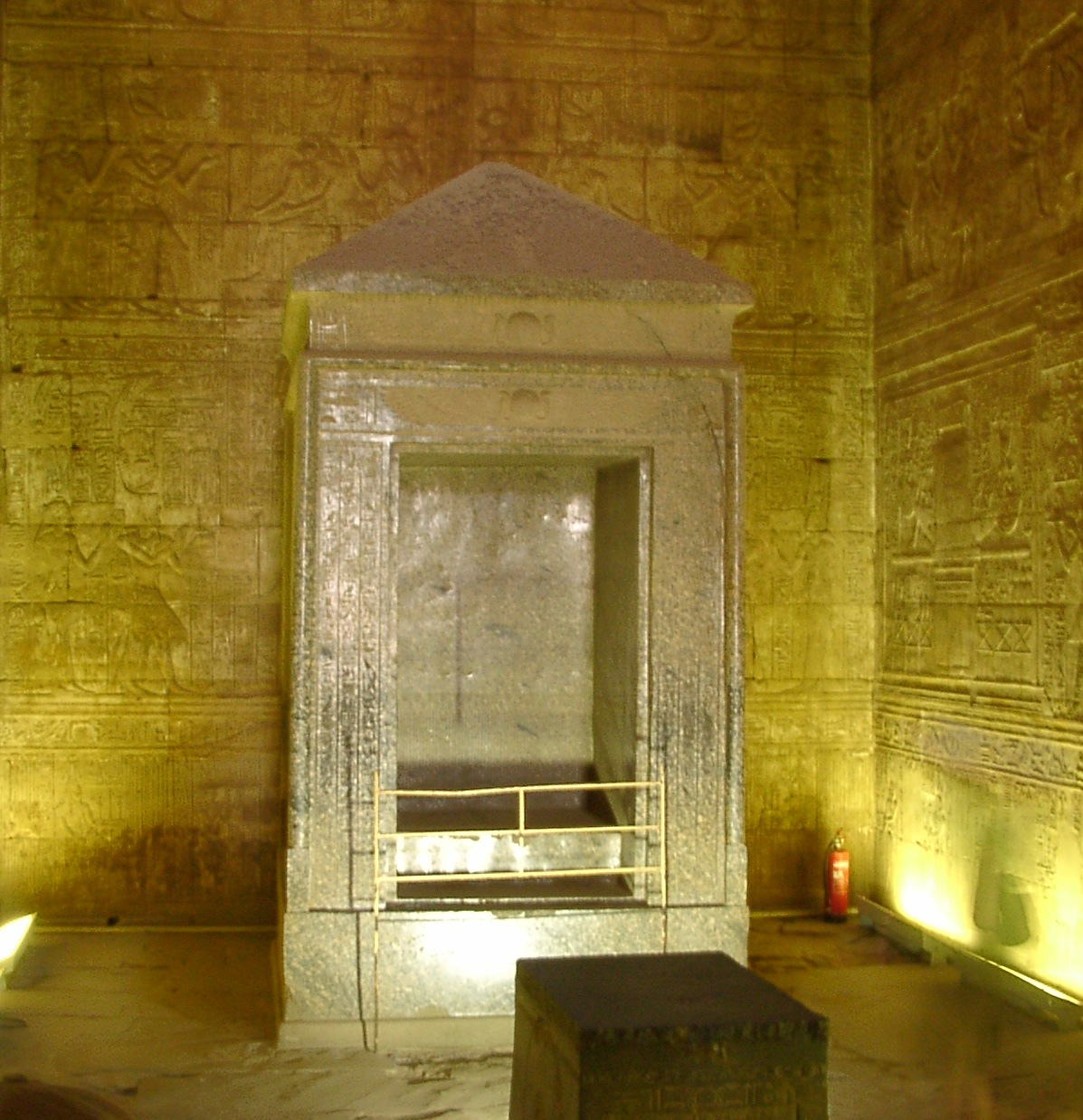
Altar no santuário do Templo de Edfu

Na maior parte dos templos, no entanto, o ponto focal era uma imagem de culto: uma estátua da divindade do templo onde acreditava-se que o seu ba habitava durante as interações com os humanos. O santuário destes templos continha tanto um naos, um altar em forma de armário que abrigava a imagem divina, ou um barco que continha uma imagem dentro de sua cabine, e que era utilizado para carregar a imagem durante as procissões dos festivais. Para enfatizar a sua natureza sagrada, costumava ser mantido em escuridão total. Embora em períodos arcaicos o santuário se localizasse no fundo do edifício, nos períodos posteriores e durante a Era Ptolemaica tornou-se um edifício independente dentro do próprio templo, ainda mais isolado do mundo exterior pelos corredores e aposentos que o cercavam.
Capelas suplementares, dedicadas a divindades associadas com o deus ou deusa principal do templo, situavam-se ao lado da principal. Se esta divindade principal fosse do sexo masculino, geralmente estas capelas secundárias eram dedicadas à sua consorte mitológica e seus filhos. As capelas secundárias dos templos mortuários eram dedicadas a deuses associados com a realeza.
Diversos outros aposentos localizavam-se em torno do santuário; muitos deles eram usados para armazenas equipamentos cerimoniais, textos rituais ou objetos de valor do templo, enquanto outros tinham funções específicas nos rituais. A sala onde as oferendas eram apresentadas à divindade quase sempre ficava separada do próprio santuário, e em templos que não tinham um barco no santuário, havia um local separado para armazená-lo. Nos templos de períodos posteriores as áreas rituais podiam abranger até mesmo capelas sobre o teto ou criptas sob o solo. Finalmente, na parede exterior dos fundos do templo existiam nichos onde fiéis comuns podiam orar para a divindade do templo, já que aquele era o local mais próximo que conseguiam chegar do local de residência do deus ou deusa.

### Salas e pátios

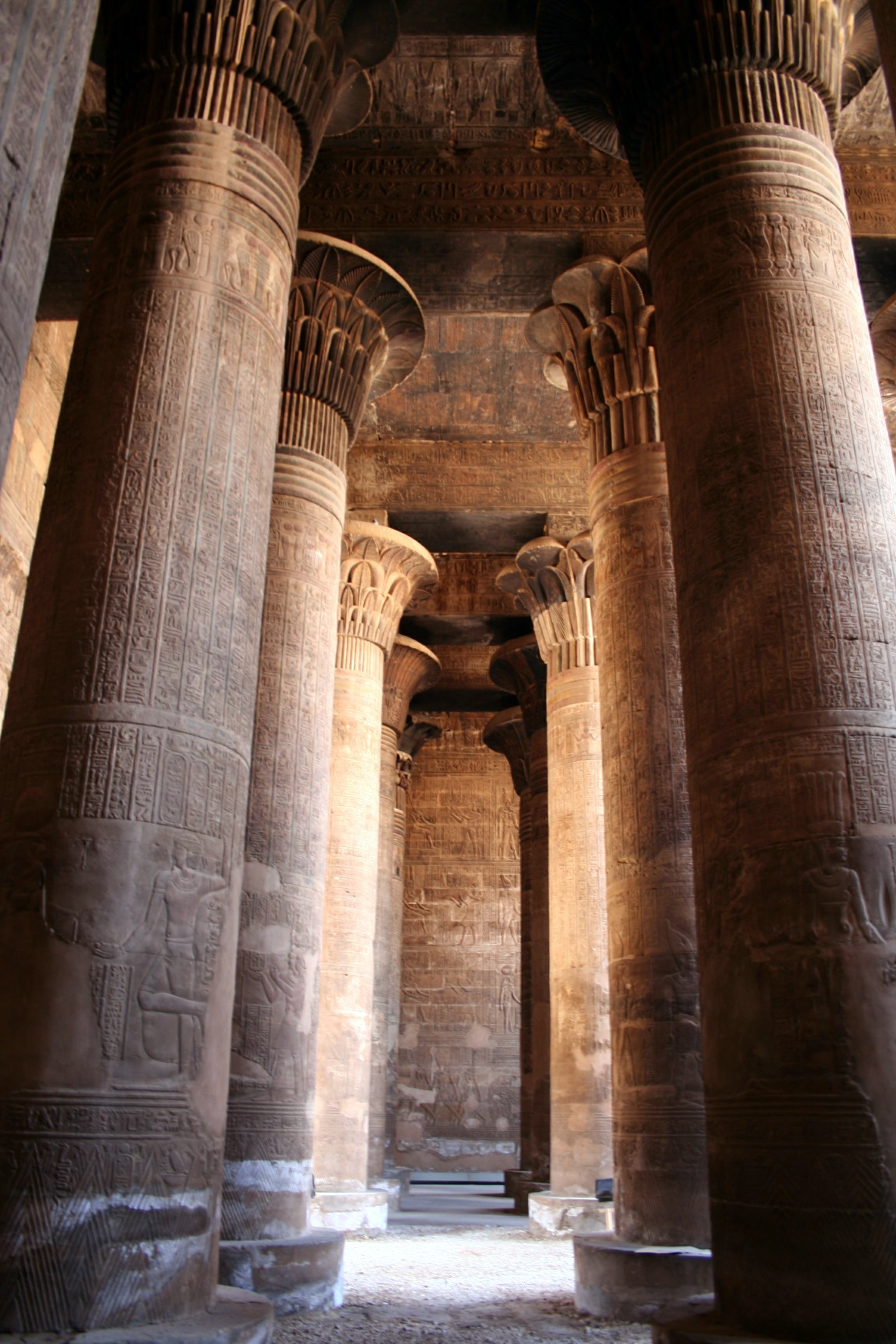
Sala hipostila do Templo de Esna

Salas hipostilas, aposentos cobertos preenchidos por colunas, aparecem em templos ao longo de toda a história do Egito. Na altura do Reino Novo eles costumavam se encontrar diretamente em frente à área do santuário. O acesso a estas salas era menos restrito que o dos aposentos internos, e encontrava-se aberto até mesmo para os fiéis comuns em alguns casos. Também eram menos escuros; as salas dos templos do Reino Novo elevavam-se formando altas passagens centrais ao longo do caminho usado pelas procissões, permitindo a entrada, através de um clerestório, de uma fraca iluminação. A epítome deste estilo é a Grande Sala Hipostila de Carnaque, cujas maiores colunas têm 21 metros de altura. Em períodos posteriores os egípcios preferiram um estilo diferente no qual uma tela baixa em sua frente permitia a entrada da luz. Estas salas escuras, cujas colunas tinham a forma de plantas como o lótus ou o papiro, simbolizavam o pântano mitológico que cercava o monte primevo durante a criação. As colunas também eram equiparadas aos pilares que sustentavam o céu na cosmologia egípcia.
Além da sala hipostila estava um ou mais peristilos, pátios descobertos que formavam parte integrante dos projetos dos templos egípcios desde o Reino Antigo, e tornaram-se áreas de transição nos projetos utilizados durante o Reino Novo, ocupando o local entre o espaço público exterior ao templo e as áreas mais restritas em seu interior. Era aqui que o público interagia com os sacerdotes, e se reunia durante os festivais. Na frente de cada pátio havia costumeiramente um pilone, um par de torres chatas e largas que flanqueavam o portão principal. Existem apenas poucos pilones remanescentes dos templos do Reino Antigo e Médio, porém durante o Reino Novo ele rapidamente se tornou a fachada mais característica e imponente dos templos egípcios, servindo simbolicamente como uma torre de proteção contra as forças da desordem, e possivelmente estava associado ao hieróglifo que significava "horizonte", enfatizando o simbolismo solar do templo.
A parte frontal de cada pilone continha nichos onde pares de mastros com bandeiras eram erguidos. Ao contrário dos pilones, estas bandeiras estavam presente nas entradas dos templos deste os primeiros santuários pré-dinásticos, e estavam tão associados com a presença da divindade que o hieróglifo para elas acabou se tornando a palavra egípcia para "deus".

### Recinto
Fora do edifício do templo em si estava o recinto do templo, cercado por um muro retangular de tijolos que protegia, simbolicamente, o espaço sagrado da desordem externa. Ocasionalmente esta função era mais do que apenas simbólica, especialmente durante as últimas dinastias nativas, no século IV a.C., quando as muralhas foram fortemente fortificadas para o caso de invasões. Nos templos de períodos posteriores estes muros costumavam ter fileiras côncavas e convexas de tijolos, dispostas alternadamente, de modo que o topo destas muralhas ondulavam verticalmente. Este padrão pode ter servido para evocar as águas mitológicas do caos.

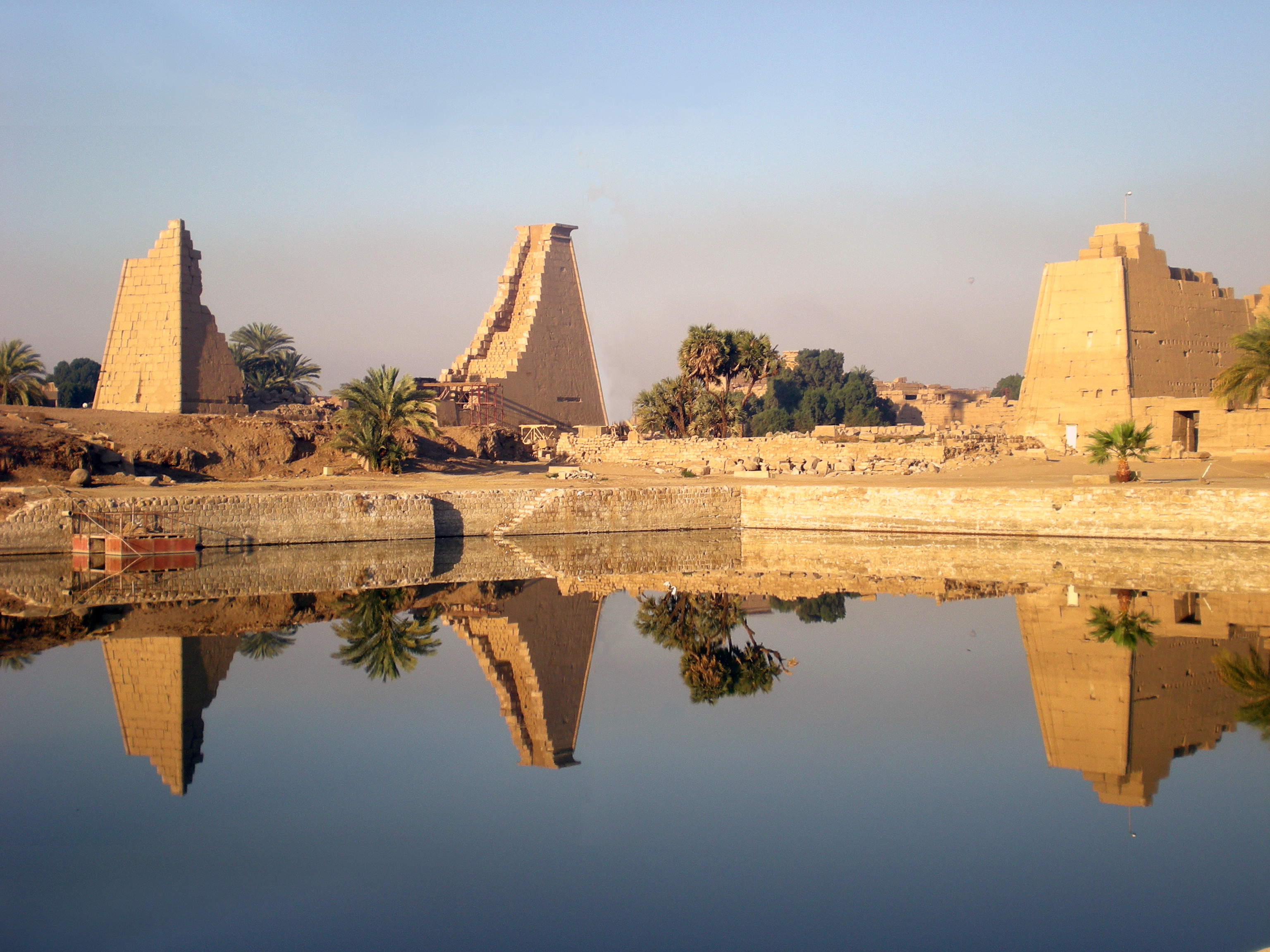
Lago sagrado em Carnaque

As muralhas circundavam diversos edifícios relacionados ao funcionamento do templo. Alguns recintos continham capelas-satélite, dedicadas a divindades associadas com a divindade do templo, incluindo mammisis que comemoravam o nascimento do filho mitológico do deus. Os lagos sagrados encontrados em diversos recintos de templo serviam como reservatórios para a água usada nos rituais, como locais para os sacerdotes fazerem suas abluções rituais, e como representações da água a partir da qual o mundo teria emergido. Templos mortuários por vezes continham um palácio para o espírito do rei a quem o templo era dedicado, construído ao lado do edifício do templo. Alguns templos continham sanatórios destinados a doentes que ali aguardavam sonhos de cura enviados pela divindade. Outros edifícios dentro do recinto funcionavam como cozinhas, oficinas e armazéns que atendiam às necessidades do templo. De especial importância era a pr-ˁnḫ, "casa da vida", onde eram editados, copiados e armazenados os textos religiosos do templo, inclusive aqueles que eram usados para os rituais. A casa da vida também funcionava como um centro geral de aprendizado, contendo diversas obras sobre temas não-religiosos, como história, geografia, astronomia e medicina. Embora estes edifícios adjacentes fossem dedicados a propósitos mais mundanos que o próprio templo, eles ainda tinham importância religiosa; até mesmo silos e celeiros podiam ser usados para determinadas cerimônias.
A via processional cruzava o recinto, iniciando-se na entrada do templo e passando pelo portão principal da muralha. O caminho era decorado, frequentemente com estátuas de esfinges e "estações" para os barcos, nas quais os sacerdotes que carregavam o barco sagrado usado nos festivais podiam apoiá-los durante a procissão. A via geralmente terminava num cais no Nilo, que servia como ponto de entrada para os visitantes que chegavam ao templo a partir do rio, e como ponto de saída para a procissão, quando esta era realizada no rio. Nos templos-pirâmide do Reino Antigo, o cais era contíguo a todo o complexo do templo (o chamado vale do templo), que era ligado ao templo-pirâmide por meio de uma passarela, que era percorrida pelas procissões.

### Decoração

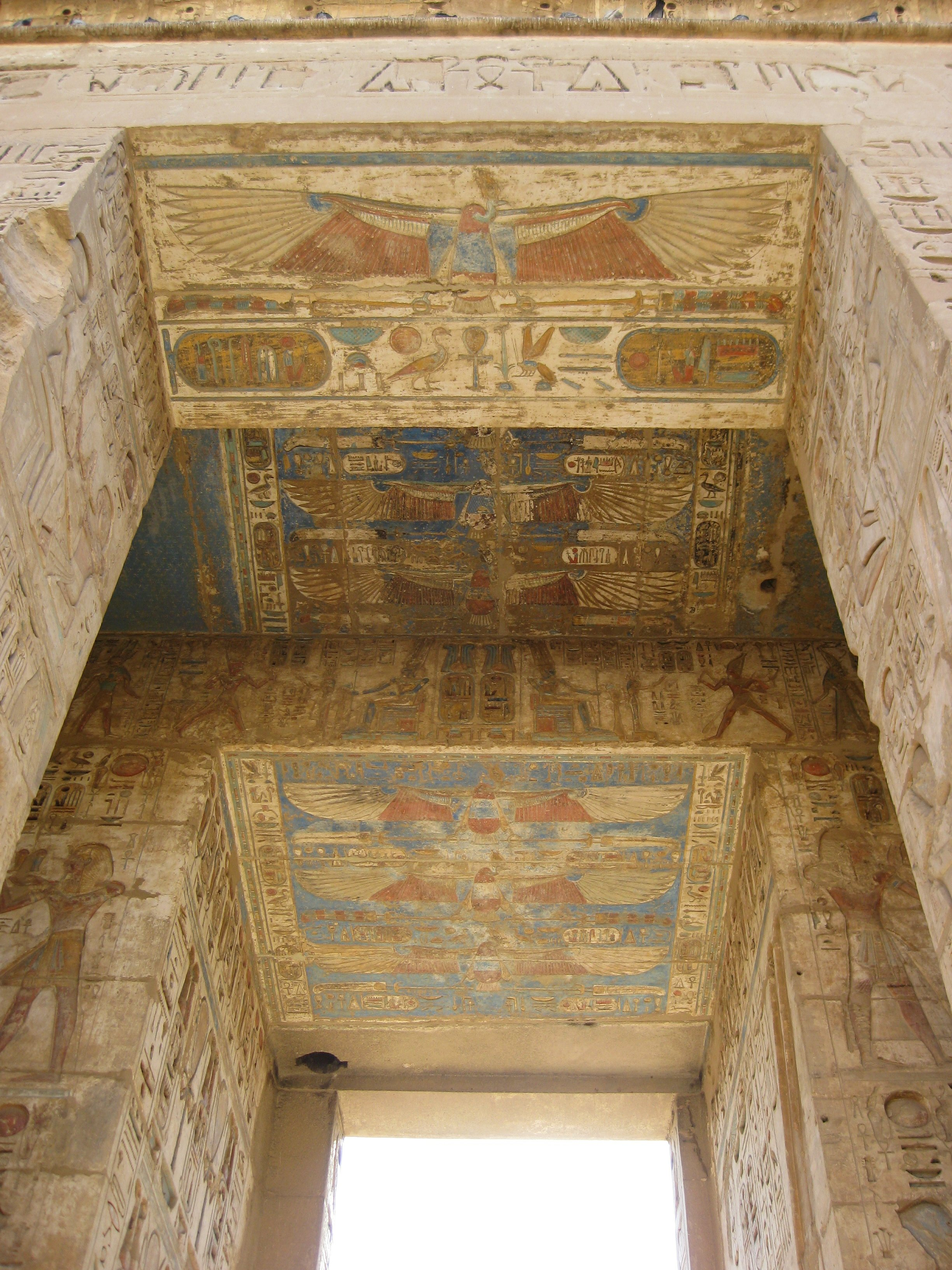
Decoração em alizares e tetos de Medinet Habu

O edifício do templo era decorado de maneira elaborada, com relevos e esculturas de significado religioso. Como ocorria com as estátuas de culto, acreditava-se que os deuses estavam presentes nestas imagens, o que difundia o poder sagrado por todo o templo. Símbolos de locais no Egito ou outros locais do universo serviam para aumentar a geografia mítica já presente na arquitetura do templo; imagens de rituais serviam para reforçar o efeito mágico destes rituais e perpetuar seus efeitos, ainda que eles não estivessem sendo mais executados. Devido à sua natureza religiosa, esta decoração exibia uma versão idealizada da realidade, mais emblemáticas de seu propósito do que de eventos reais. O rei, por exemplo, aparecia realizando todos os rituais enquanto os sacerdotes, quando eram retratados, estavam sempre em planos secundários; mesmo que ele quase nunca estivesse presente de fato nestas cerimônias, seu papel maior como intermediário dos deuses era o que importava.
A forma mais importante de decoração era o relevo. Estes relevos se tornaram cada vez mais dominantes com o templo até o ponto em que, nos templos dos períodos mais tardios, todos os tetos, colunas e vigas eram decorados por eles, bem como o eram as estelas erguidas dentro do recinto. Os artistas egípcios usavam tanto o baixo-relevo quanto o entalhe. O baixo-relevo permitia uma manifestação artística mais refinada, porém exigia maior trabalho; os entalhes eram utilizados nas pedras mais duras e difíceis, ou quando se desejava terminar logo a construção da obra, embora também fosse apropriado para superfícies externas, nas quais as sombras criadas pela técnica faziam com que as figuras se destacassem sob a luz forte do sol. Os relevos, uma vez finalizados, eram pintados com as cores básicas (preto, branco, vermelho, amarelo, verde e azul), embora os artistas por vezes misturassem os pigmentos para criar outras cores. Em determinados casos, dourações ou peças de faiança egípcia ou vidro colorido eram utilizados no lugar de tinta.
Os relevos, que incluíam tanto imagens quanto texto em hieróglifos, estão entre as fontes mais importantes de informação sobre o Antigo Egito; contêm calendários dos festivais, relatos dos mitos, descrições de rituais, e os próprios textos dos hinos. Os faraós registravam neles também suas construções de templos e campanhas militares contra os inimigos do Egito. Os templos ptolemaicos foram ainda mais além, incluindo informações de todos os tipos, extraídas das bibliotecas dos próprios templos. A decoração de determinada sala podia ilustrar tanto as ações que eram realizasdas ali quanto as que tinham alguma associação simbólica com o propósito daquela sala, fornecendo informações em abundância sobre as atividades do templo.
Entre as esculturas e monumentos presente nos templos estavam os obeliscos, pilares altos e pontiagudos, que podiam medir até 32 metros de altura, e que eram associados com o sol na iconografia egípcia. Estes obeliscos geralmente eram colocados, aos pares, em frente a pilones ou em locais similares ao longo do eixo do templo. Estátuas do rei, que ocupavam posições semelhantes, também chegavam a ter dimensões colossais; entre elas estão as maiores estátuas feitas em todo o Antigo Egito. Também havia representações das divindades, por vezes na forma de esfinges, que serviam como guardiões simbólicos do templo. As estátuas mais numerosas eram figuras votivas, doadas ao templo por reis, cidadãos privados ou até mesmo cidades, como forma de obter um favor divino; estas estátuas representavam a divindade a quem eram dedicadas ou a(s) pessoa(s) que a doaram - ou até mesmo ambos. As estátuas mais importantes dos templos eram as imagens de culto, que geralmente eram feitas de - ou decoradas com - materiais preciosos como ouro e lápiz-lazúli.

## Pessoal

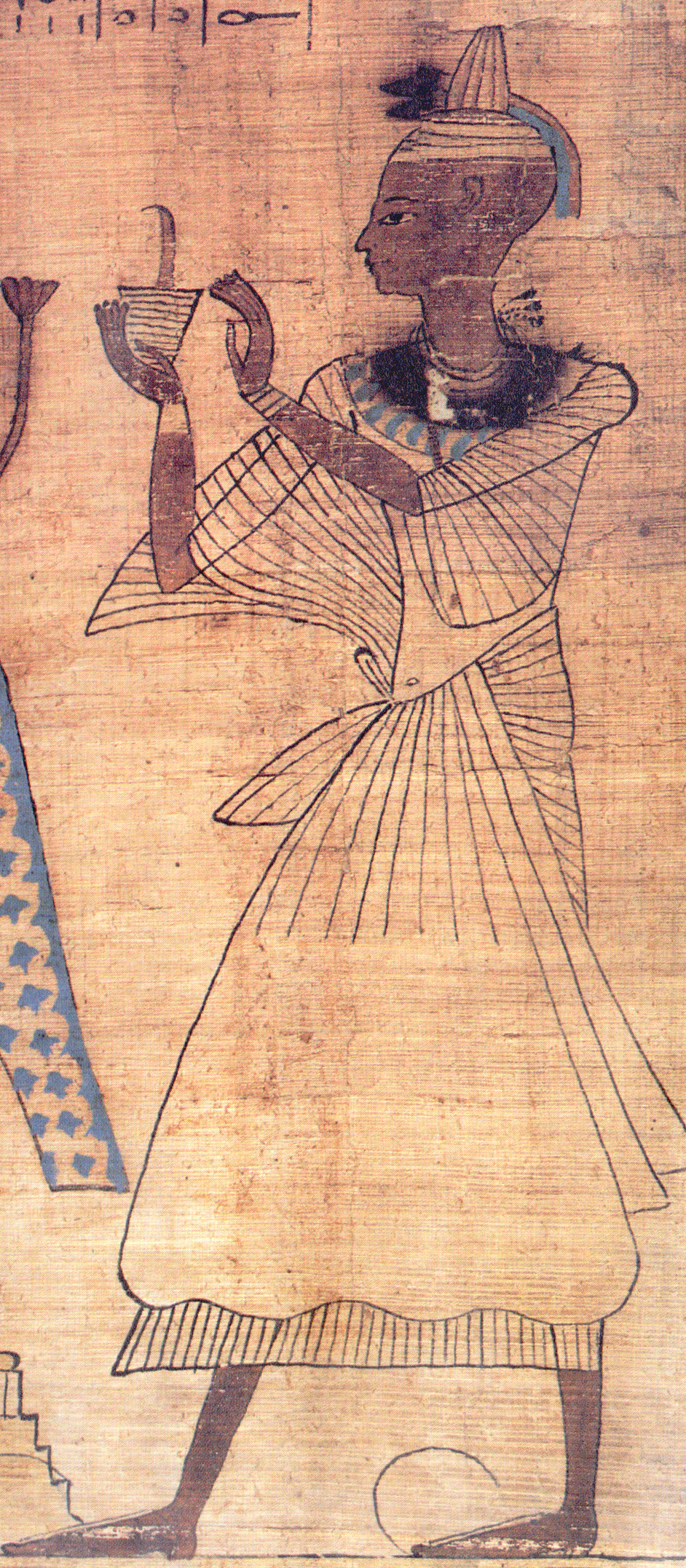
Um sacerdote queimando incenso

Um templo egípcio precisava de muitas pessoas para executar seus rituais e prestar serviços de assistência. Os sacerdotes executavam as funções rituais essenciais do templo, porém na ideologia religiosa egípcia eles tinham muito menos importância que o rei. Como ilustra a decoração dos templos, todas as cerimônias eram, teoricamente, realizadas pelo rei, e os sacerdotes meramente assumiam o seu lugar. Estavam, portanto, sujeitos à autoridade do rei, e este tinha o direito de indicar quem quisesse para o sacerdócio. Durante a maior parte do Reino Antigo e Novo a maior parte dos sacerdotes eram funcionários do governo que abandonavam suas ocupações seculares durante parte do ano para servir no templo, revezando-se em turnos. Quando o sacerdócio se tornou uma ocupação relativamente mais profissionalizada, o rei parece ter utilizado seu poder para fazer indicações apenas para os cargos mais elevados, geralmente como forma de premiar um funcionário predileto com determinado cargo, ou para intervir por motivos políticos nos assuntos relacionados a determinado culto. Indicações de menor relevância eram delegados aos seus vizires ou aos próprios sacerdotes; nestes casos, o próprio detentor de um cargo indicava seu filho como seu sucessor, ou o clero local de um templo se reunia para decidir quem deveria ocupar um cargo vago. Cargos sacerdotais eram extremamente lucrativos e tendiam a ser ocupados pelos membros mais ricos e influentes da sociedade egípcia.
Os pré-requisitos para o sacerdócio variavam com o tempo e de divindade para divindade. Embora algum conhecimento teológico detalhado estivesse relacionado aos cargos sacerdotais, pouco se sabe sobre que tipo de conhecimento ou treinamento fosse exigido dos seus ocupantes. Exigia-se, no entanto, que os sacerdotes observassem padrões rígidos de pureza ritual no espaço sagrado; eles raspavam suas cabeças e seus corpos, lavavam-se diversas vezes por dia, e vestiam apenas roupas limpas de linho. Não deviam ser celibatários, porém as relações sexuais deixavam-nos impuros até que passassem por algum processo de purificação. Os cultos de determinados deuses específicos também podiam exigir restrições adicionais relacionadas à mitologia particular daquela divindade, como por exemplo as regras contra o consumo de carne de determinada espécie animal associada a ela. A aceitação de mulheres como sacerdotes variava. No Reino Antigo diversas mulhares ocuparam o cargo, porém sua presença nos cleros diminuiu drasticamente no Reino Médio, antes de aumentar novamente durante o Terceiro Período Intermediário. Cargos menos relevantes, como os de músicos durante as cerimônias, permaneceram abertos às mulheres mesmo durante os períodos mais restritivos, bem como o cargo especial de consorte cerimonial do deus. Este último papel, em particular, foi altamente influente, e a mais importante destas consortes, a Esposa Divina de Amon, chegava a suplantar o Sumo Sacerdote de Amon, em importância, durante o Período Tardio.
No topo da hierarquia do templo estava o alto sacerdote, responsável por coordenar todas as funções religiosas e econômicas do templo e que, nos cultos mais importantes, era uma importante figura política. Imediatamente abaixo dele poderiam estar até três sacerdotes subordinados, que podiam ocupar o seu lugar nas cerimônias. Enquanto estes cargos mais elevados fossem ocupações em tempo integral do Reino Novo em diante, os escalões mais baixos do sacerdócio ainda funcionavam no sistema de alternância de turnos ao longo do ano. Ao mesmo tempo em que muitos sacerdotes realizavam diversas tarefas servis, o clero também contava com diversos especialistas nos rituais. Destacando-se entre estes cargos especializados estava o sacerdote leitor, que recitava hinos e encantamentos durante os rituais do templo, e que prestava seus serviços mágicos a indivíduos laicos. Além dos sacerdotes, um grande templo empregava cantores, músicos e dançarinos para se apresentar durante os rituais, bem como fazendeiros, padeiros, artesãos, operários e administradores, responsáveis por fornecer e administrar as necessidades básicas do templo. Um culto importante poderia ter bem mais que 150 sacerdotes em tempo integral ou de meio período, e dezenas de milhares de empregados laicos que trabalhavam em suas terras por todo o país. Estes números contrastam com os templos de tamanho médio, que podiam ter de 10 a 25 sacerdotes, e com os templos menores provincianos, que podiam ter apenas um.
Por vezes durante a história egípcia existiu um cargo administrativo, responsável por presidir sobre todos os templos e cleros. Durante o Reino Antigo os faraós concediam esta autoridade a parentes seus e, posteriormente, a seus vizires. Durante o reinado de Tutemés III o cargo passou dos vizires para os Sumos Sacerdotes de Amon, que o ocuparam por boa parte do Reino Novo. Os romanos criaram um cargo semelhante, o do Idios Logos, que supervisionou os cultos egípcios até a sua eventual extinção.

## Atividades religiosas

### Rituais diários
O ritual diário de oferendas era basicamente o mesmo por todo o Egito, embora a sequência exata dos eventos ainda seja desconhecida. Ao nascer do sol, o sacerdote responsável pelo culto entrava no santuário, carregando uma vela acesa para iluminar o recinto. Abria então as portas do santuário e se prostrava diante da imagem da divindade, recitando hinos em seu louvor. Após purificar a sala com água e incenso, o sacerdote então entregava simbolicamente uma estatueta da deusa Maat à divindade do templo, um ato que representava o propósito de toda a cerimônia. O sacerdote então removia a divindade do santuário, vestia-a (substituindo as roupas que haviam sido colocadas no dia anterior) e a ungia com óleo e tintas. Em algum ponto do ritual o sacerdote também oferecia ao deus ou deusa uma refeição, que incluía diversas carnes, frutas, legumes e pão. Acreditava-se que a divindade consumia apenas a essência espiritual desta refeição, o que permitia que a comida fosse então redistribuída, o que os egípcios chamavam de "reversão de oferendas". A comida passava primeiro para outras estátuas por todo o templo, depois para as capelas funerárias locais, onde servia como sustento para os mortos, e, finalmente, para os próprios sacerdotes, que então consumiam estes alimentos.
Outros rituais de oferendas eram realizados ao meio-dia e durante o pôr-do-sol, embora o santuário não voltasse a ser aberto nestas ocasiões. Algumas cerimônias que não envolviam oferendas também eram realizadas diariamente, incluindo rituais específicos a um determinado deus ou deusa. No culto do deus-sol Rá, por exemplo, durante o dia e a noite cantavam-se hinos para cada hora da jornada do deus pelo céu. Muitas cerimônias eram encenações ritualísticas das batalhas contra as forças do caos; podiam envolver, por exemplo, a destruição de modelos de deuses hostis, como Apep ou Seti, atos que, acreditava-se, teriam um efeito real através dos princípios da magia egípcia.
Na realidade, os egípcios acreditavam que todas as ações rituais conseguiam seu efeito através da magia. Para os egípcios, a magia, ou heka, era uma força fundamental que os rituais deviam manipular. O uso da magia fazia com que pessoas, objetos e ações usados no culto fosse equiparado a seus equivalentes no reino divino, e por isso acreditava-se que ela pudesse afetar os eventos entre os deuses. Durante as oferendas diárias, por exemplo, a estátua de culto - independentemente da divindade que ela representava - estava associada com Osíris, o deus dos mortos. O sacerdote que realizada o ritual era identificado com Hórus, o filho vivo de Osíris, que, na mitologia, sustentava seu pai após a morte através de oferendas. Esta relação servia como modelo para a relação entre os vivos e os mortos, para quem também davam oferendas, e eventualmente se tornou o modelo para todas as relações envolvendo os habitantes do mundo dos vivos e aqueles que viviam no reino divino. Ao se igualar, através da magia, com o deus ou deusa de um mito, o sacerdote conseguia interagir com a divindade do templo.

### Festivais
Em dias de especial importância religiosa, os rituais diários eram substituídos por cerimônias festivais. Estes festivais ocorriam a intervalos diferentes, embora a maior parte deles fosse anual. Suas datas eram determinadas de acordo com o calendário civil egípcio, que na maior parte do ano estava fora de sincronia com as estações reais do ano; assim, embora muitos festivais tenham tido uma origem sazonal, com o tempo perderam esta associação. A maior parte dos festivais ocorria num único templo, porém outros podiam ser realizados em dois ou mais templos, ou até mesmo em toda uma região do Egito; alguns chegavam a ser realizados por todo o país. Durante o Reino Novo e posteriormente, o calendário de festivais de um único templo podia incluir dezenas de eventos, o que indica que provavelmente a maior parte destes eventos envolviam apenas os sacerdotes. Nos festivais que tinham como parte do ritual uma procissão em torno do templo, no entanto, a população local se reunia para assistir e celebrar. Estas eram as mais elaboradas cerimônias de um templo, acompanhadas pela recitação dos hinos e a apresentação de músicos.

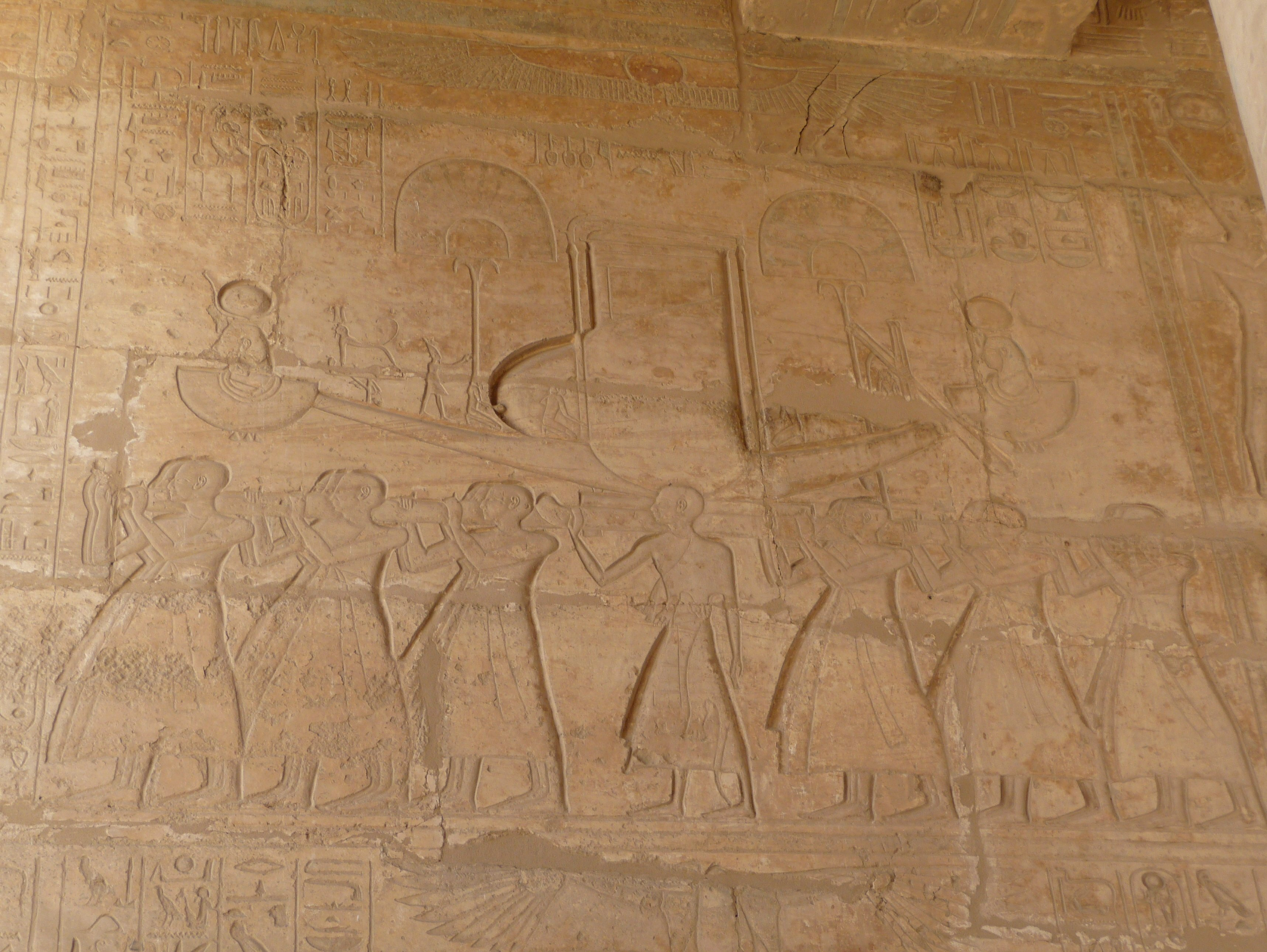
Sacerdotes carregando um barco comemorativo

As cerimônias dos festivais consistiam de encenações de eventos mitológicos ou outros atos simbólicos, como o corte de um feixe de trigo durante os festivais relacionados à colheita, dedicados ao deus Min. Muitas destas cerimônias ocorriam apenas dentro do próprio edifício do templo, porém muitas vezes o festival envolvia uma visita da divindade do templo ao templo de outra divindade. Nestas ocasiões ocorria uma procissão, na qual os sacerdotes carregavam a imagem divina do santuário em sua barca - que podia ser transportada exclusivamente por terra ou embarcar num navio de verdade e ser levada pelo rio. O propósito da visita do deus ou deusa podia ser variado; algumas destas visitas estavam relacionadas com sexo e fertilidade: durante o período ptolemaico, uma imagem de Hator do Templo de Dendera era levada anualmente a Edfu, ao templo de seu consorte mitológico, Hórus, e as imagens dos dois deuses passavam diversas noites juntos na mammisi que comemorava o nascimento de seu filho, Harsonto (em latim Harsomptus, pelo grego Harsomtous, do egípcio Hor-sema-tauy). Outras viagens realizadas durante festivais estavam associadas à ideologia do monarca; um destes era o Festival de Opet, uma cerimônia extremamente importante realizada durante o Reino Novo, na qual a imagem de Amon de Carnaque visitava a forma de Amon venerada no Templo de Luxor, e ambas agiam de modo a reafirmar o jugo divino do rei. Outras celebrações tinham um caráter mais fúnebre, como o Belo Banquete do Vale, no qual o Amon de Carnaque visitava Medinet Habu, onde realizava ritos funerários para os oito deuses da Ogdóade, que supostamente estavam sepultados ali. Estas diferentes cerimônias eram unidas pelo propósito mais amplo de renovar a vida entre os deuses e no cosmos.
Os deuses envolvidos num determinado festival também recebiam diversas oferendas, em quantidades muito maiores, do que nas cerimônias diárias. As quantidades enormes de alimentos listados nos textos destes festivais dificilmente eram divididas apenas entre os sacerdotes, e é provável que os populares que participavam das comemorações também partilhassem da "reversão" destas oferendas.

### Cultos animais

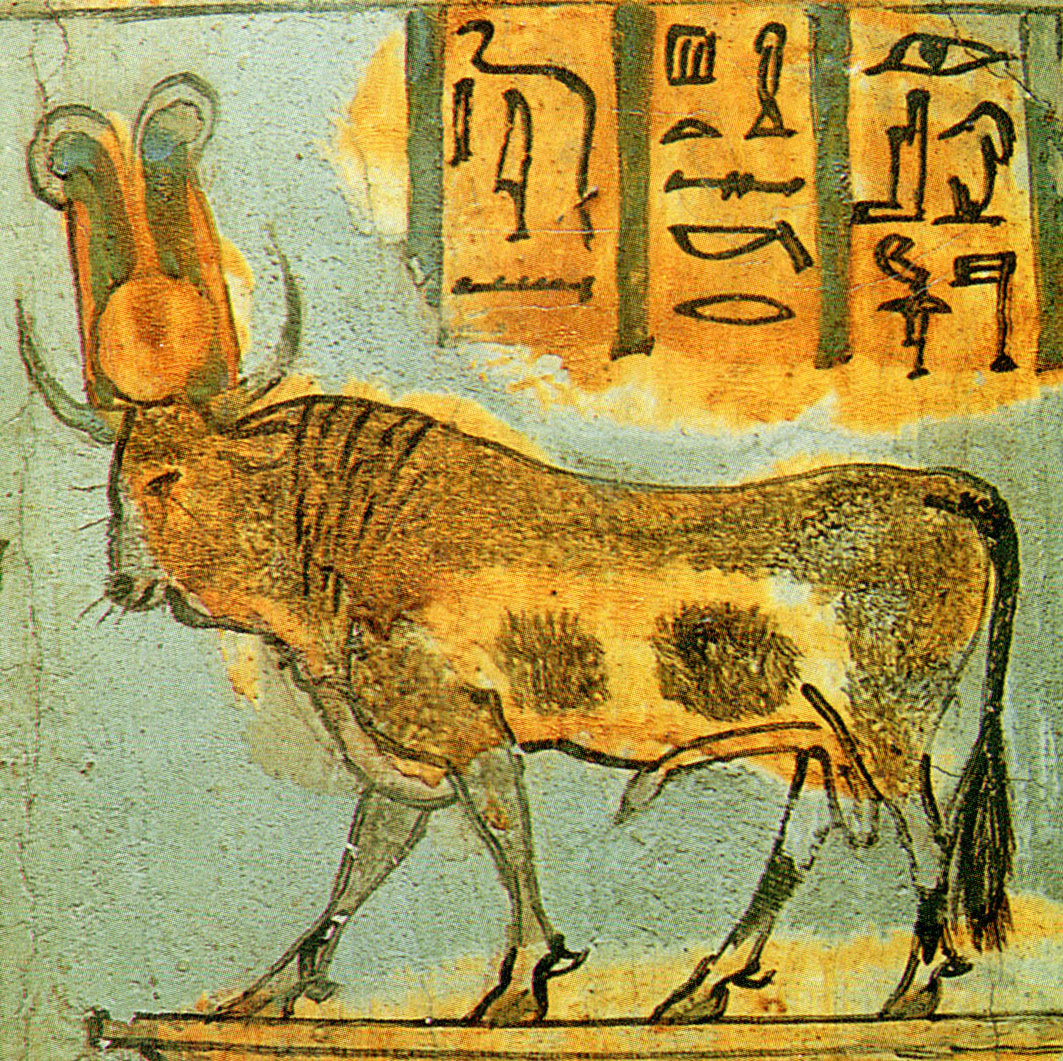
O touro Ápis

Alguns templos mantinham animais sagrados, que eram tidos como manifestações do ba da divindade do templo, da mesma maneira que suas imagens de culto o eram. Cada um destes animais sagrados era mantido no templo e cultuado por um determinado período de tempo, que ia de um ano até a duração da vida do animal. Ao fim daquele período, era substituído por outro animal da mesma espécie, escolhido por um oráculo divino ou com base em determinadas marcas que indicariam sua natureza sagrada. Entre os mais importantes destes animais estava o touro Ápis, cultuado em Mênfis como uma manifestação do deus menfita Ptá, e o falcão de Edfu, que representava o deus-falcão Hórus.
Durante o Período Tardio desenvolveu-se uma forma diferente de culto envolvendo animais: fieis pediam aos sacerdotes que sacrificassem, mumificassem e enterrassem um animal de determinada espécie como uma forma de oferenda a uma divindade. Estes animais não eram tidos como especialmente sagrados, mas sim meramente uma espécie animal que estava associado à divindade porque costumava ser retratado na forma daquele mesmo animal. O deus Toth, por exemplo, podia ser retratado como um íbis ou um babuíno, e por este motivo estes animais costumavam lhe ser dedicados. Alguns templos mantinham rebanhos de animais, que podiam ser escolhidos para o propósito necessário.

### Oráculos
No início do Reino Novo, e possivelmente mesmo antes, a procissão festival havia se tornado uma oportunidade para que as pessoas consultassem oráculos de seus deuses. As questões feitas a estes oráculos lidavam com assuntos que variavam da localização de um objeto perdido até a melhor escolha para uma indicação para um cargo governamental. A movimentação da barca enquanto era carregada sobre os ombros dos responsáveis pelo seu transporte - fazendo gestos para indicar "sim" ou "não", derrubando tabuletas que continham possíveis respostas, ou dirigindo-se rumo a determinada pessoa na platéia - era tomada como indicativa da resposta da divindade. Já no Terceiro Período Intermediário os oráculos se expandiram para além dos festivais, e passaram a permitir que os fiéis os consultassem com frequência. Os sacerdotes interpretavam os movimentos de animais sagrados ou, ao receberem perguntas diretas, escreviam ou pronunciavam respostas que eles supostamente haviam recebido da divindade em questão. A suposta capacidade dos sacerdotes de falar pelos deuses ou interpretar suas mensagens lhes dava grande influência política, e fornecia os meios necessários para que os Sumos Sacerdotes de Amon dominassem o Alto Egito durante o Terceiro Período Intermediário.

### Culto popular
Embora fossem excluídos dos rituais formais do templo, os fiéis laicos ainda procuravam maneiras de interagir com os deuses. Existem poucas evidências das práticas religiosas pessoais de indivíduos da história egípcia arcaica, portanto a compreensão dos egiptólogos do assunto deriva principalmente do Reino Novo e de períodos posteriores. A evidência destes períodos indica que embora os egípcios comuns utilizassem diversos recintos, tais como santuários domésticos ou capelas comunitárias, para interagir com o divino, os templos oficiais, com seus deuses próprios, continuavam a ser foco de veneração popular.

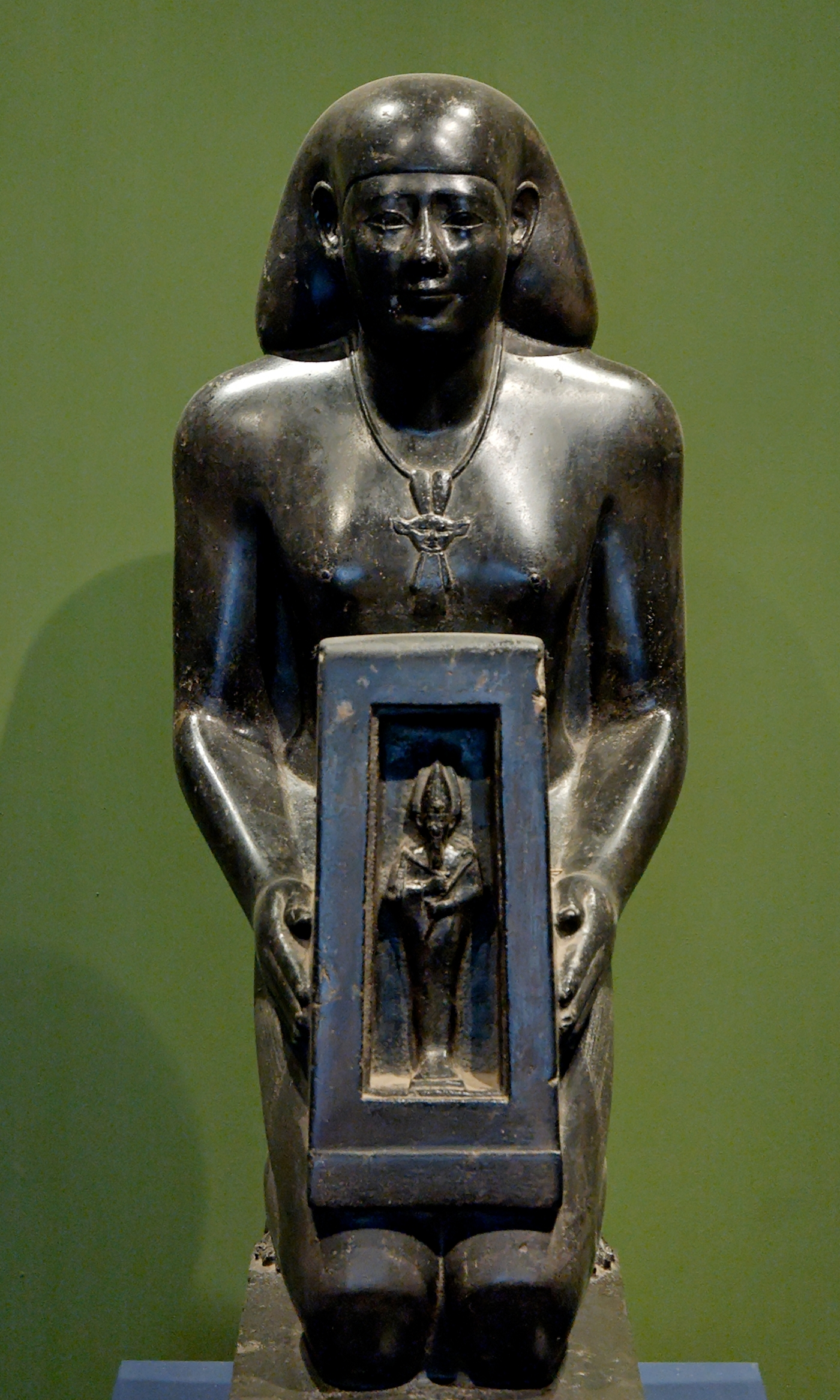
Estátua votiva de um homem doando um santuário contendo uma figura de Osíris

Embora não pudessem se dirigir diretamente à imagem de culto, os fiéis tentavam dirigir suas orações a ela. Por vezes mensagens eram deixadas com os sacerdotes, para que as entregassem à divindade do templo; já em outras ocasiões a devoção dos fiéis era expressa nas seções do templo às quais eles tinham acesso. Pátios, portais e salas hipostilas podem ter sido espaços projetados para o culto público. Por vezes os fiéis dirigiam seus apelos aos colossos reais, que atuariam como intermediários divinos. Outras áreas privadas dedicadas ao culto se localizavam na parede externa do edifício, onde grandes nichos serviam como "capelas do ouvido", onde cada pessoa podia falar à divindade.
Os egípcios também interagiam com as divindades através da doação de oferendas, que iam de pequenas peças de joalheria até estelas e estátuas grandes e esculpidas com esmero. Entre as contribuições estavam as estátuas colocadas nos pátios dos templos, que serviam como memoriais aos seus doadores após sua morte, e recebiam parte das oferendas do templo de modo a sustentar os espíritos destes doadores. Outras estátuas serviam como presentes à divindade do templo, e estelas com inscrições transmitiam à divindade residente as orações e mensagens de agradecimento dos seus doadores. Ao longo dos séculos diversas destas estátuas se acumulavam dentro do recinto de um templo, obrigando os sacerdotes a removê-las do local e enterrá-las em esconderijos sob o solo. Pessoas comuns ofereciam simples modelos de argila; o formato destes modelos frequentemente indicava o motivo de sua doação: figuras que mostravam uma mulher com uma criança sobre um leito, por exemplo, indicavam uma oração por um parto seguro.
As procissões festivais ofereciam uma chance para os fiéis comuns de se aproximar e talvez até mesmo ver rapidamente a imagem de culto em sua barca, e de receber porções da comida oferecida à divindade. Devido ao fato dos principais rituais serem realizados dentro do templo, longe dos olhos dos público, no entanto, egiptólogos como Anthony Spalinger questionaram se estas procissões de fato inspiravam "sentimentos religiosos" genuínos ou simplesmente eram vistos como ocasiões para festejar. De qualquer maneira, os eventos relacionados aos oráculos durante estes festivais davam uma oportunidade ao povo de receber respostas de divindades que normalmente ficavam isoladas, assim como as outras formas de oráculos que se desenvolveram na história egípcia posterior. Os templos eventualmente se tornaram cenário para outro tipo de contato divino: os sonhos. Os egípcios viam os sonhos como um meio de comunhão com o reino divino, e durante o período ptolemaico foram construídos diversos edifícios nos quais as pessoas dormiam, visando contactar em seus sonhos a divindade do templo. Estes suplicantes geralmente procuravam uma solução mágica para males como doenças ou infertilidade, porém por vezes simplesmente procuravam a resposta para alguma pergunta, recebendo-a através de um sonho, e não de um oráculo.

## Redescoberta
Após a interrupção de suas atividades religiosas originais, os templos egípcios entraram num longo declínio. Muitos foram vandalizados ou demolidos pelos cristãos que procuravam apagar os resquícios do paganismo. Alguns poucos, como Luxor e Filas, foram transformados em igrejas, porém a maior parte foi condenada a um total abandono, e com o tempo os habitantes locais passaram a utilizar suas pedras como material para a construção de novos edifícios. Aquilo que os humanos deixaram intacto ainda estava sujeito ao desgaste natural; templos nas regiões de deserto eram cobertos por areia, enquanto aqueles situados próximo ao Nilo, especialmente no Baixo Egito, foram completamente cobertos sob camadas de sedimento trazido pelas águas do rio. Assim, alguns dos principais templos, como Mênfis e Heliópolis, foram reduzidos a ruínas, enquanto templos afastados do Nilo e de centros populacionais permaneceram razoavelmente intactos. Com a perda da compreensão dos hieróglifos, a informação sobre a cultura e as crenças egípcias que havia sido preservada nos templos remanescentes ficou incompreensível para o resto do mundo.
A situação mudou dramaticamente com a expedição militar ao Egito, em 1798, que trouxe com ela um grupo de acadêmicos para examinar os monumentos antigos remanescentes. Os resultados de seus estudos inspiraram um fascínio com o Antigo Egito por toda a Europa. No início do século XIX, números cada vez maiores de europeus começaram a viajar para o Egito, tanto para ver os monumentos antigos como para coletar antiguidades. Muitos artefatos dos templos, de pequenos objetos até obeliscos colossais, foram removidos por governos estrangeiros e colecionadores privados. Esta onda de egitomania resultou na redescoberta de sítios arqueológicos de templos como o de Abul-Simbel, porém os artefatos e até mesmo os templos eram tratados com grande desleixo. As descobertas do período tornaram possível, no entanto, a decifração dos hieróglifos egípcios, e os inícios da egiptologia como ciência.

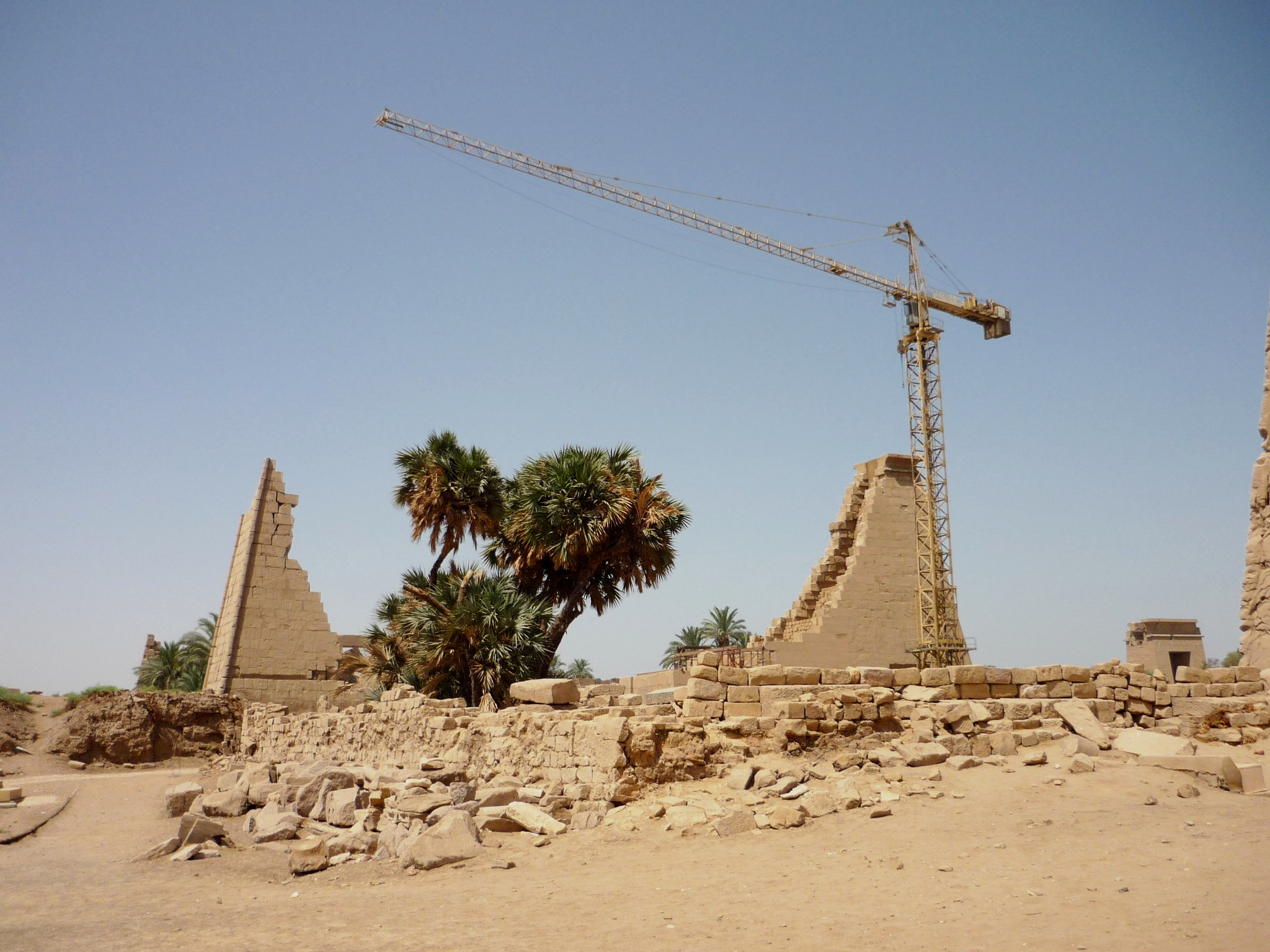
Trabalhos de reconstrução em pilone de Carnaque, de cujo interior blocos talatat, pertencentes ao período de Amarna, estão sendo retirados.

Egiptólogos do século XIX estudaram intensivamente os templos, porém sua ênfase estava na coleção de artefatos que pudessem ser enviados para seus próprios países, e seus métodos descuidados de escavação acabavam por danificar ainda mais estas ruínas. Lentamente, no entanto, a atitude de 'caça às antiguidades' que dominava o estudo dos monumentos egípcios deu lugar a um estudo mais cuidadoso e a esforços de preservação. O governo local também assumiu um maior controle da atividade arqueológica à medida que a independência do Egito das potências externas aumentava. Mesmo em tempos recentes, no entanto, estes restos antigos ainda correram riscos; o mais grave deles foi a construção da Represa do Alto Assuã, na década de 1960, que ameaçou submergir os templos do que havia sido um dia a Baixa Núbia, incluindo Filas e Abul-Simbel, sob o recém-formado Lago Nasser. Um esforço maciço feito pela Organização das Nações Unidas conseguiu desmontar alguns dos monumentos ameaçados e reconstruí-los em territórios mais elevados, e o governo egípcio deu diversos deles, como presente, a nações que haviam contribuído para o esforço de preservação. Mesmo assim, diversos templos desapareceram totalmente sob o lago.
Hoje em dia existem dezenas de sítios com restos significativos de templos, embora se acredite que tenham existido muito mais, e nenhum dos principais templos do Baixo ou Médio Egito estão bem preservados. Aqueles que estão em bom estado de conservação, como Carnaque, Luxor e Abul-Simbel, atraem turistas de todo o mundo, e são uma das principais atrações da indústria turística egípcia, um dos setores mais importantes da economia do país. O governo egípcio tem trabalhado para balancear as exigências do turismo com a necessidade de proteger os monumentos antigos dos efeitos danosos da atividade turística. Trabalhos arqueológicos continuam a ser realizados, e muitos templos ainda se encontram enterrados, enquanto outros ainda não foram totalmente estudados. Algumas estruturas danificadas ou destruídas, como os templos de Aquenáton, estão até mesmo sendo reconstruídos. Estes esforços têm melhorado a compreensão moderna dos templos egípcios, o que por sua vez permite uma compreensão melhor da sociedade antiga egípcia como um todo.

## Leituras complementares
- Arnold, Dieter (1992). Die Tempel Ägyptens: Götterwohnungen, Kültstatten, Baudenkmäler (em alemão). [S.l.]: Bechtermünz Vlg. ISBN 3-86047-215-1
- Oakes, Lorna (2003). Temples and Sacred Centres of Ancient Egypt: A Comprehensive Guide to the Religious Sites of a Fascinating Civilisation. [S.l.]: Southwater. ISBN 1-84215-757-4
- Vörös, Győző (2007). Egyptian Temple Architecture: 100 Years of Hungarian Excavations in Egypt, 1907–2007. Translated by David Robert Evans. [S.l.]: The American University in Cairo Press. ISBN 963-662-084-9